# Модерн (мистецтво)
Моде́рн (від фр. moderne — новітній, сучасний) або а́р-нуво́ (від фр. L'Art nouveau — нове мистецтво) — стиль у мистецтві кінця XIX — початку XX століття, переважно в архітектурі, образотворчому й декоративно-ужитковому мистецтві.
Стиль здобув різні назви у різних країнах. У Бельгії й Франції — «нове мистецтво» (фр. L'Art nouveau), у Німеччині — «молодий стиль» (нім. Jugendstil), в Італії — «квітковий стиль» (італ. stile floreale) або «стиль Ліберті», у Великій Британії — «сучасний стиль» (англ. modern style), у США — «стиль Тіфані» (англ. Tiffany style), в Австрії, Україні — «сецесія», у скандинавських країнах — «національний романтизм».

## Загальна характеристика

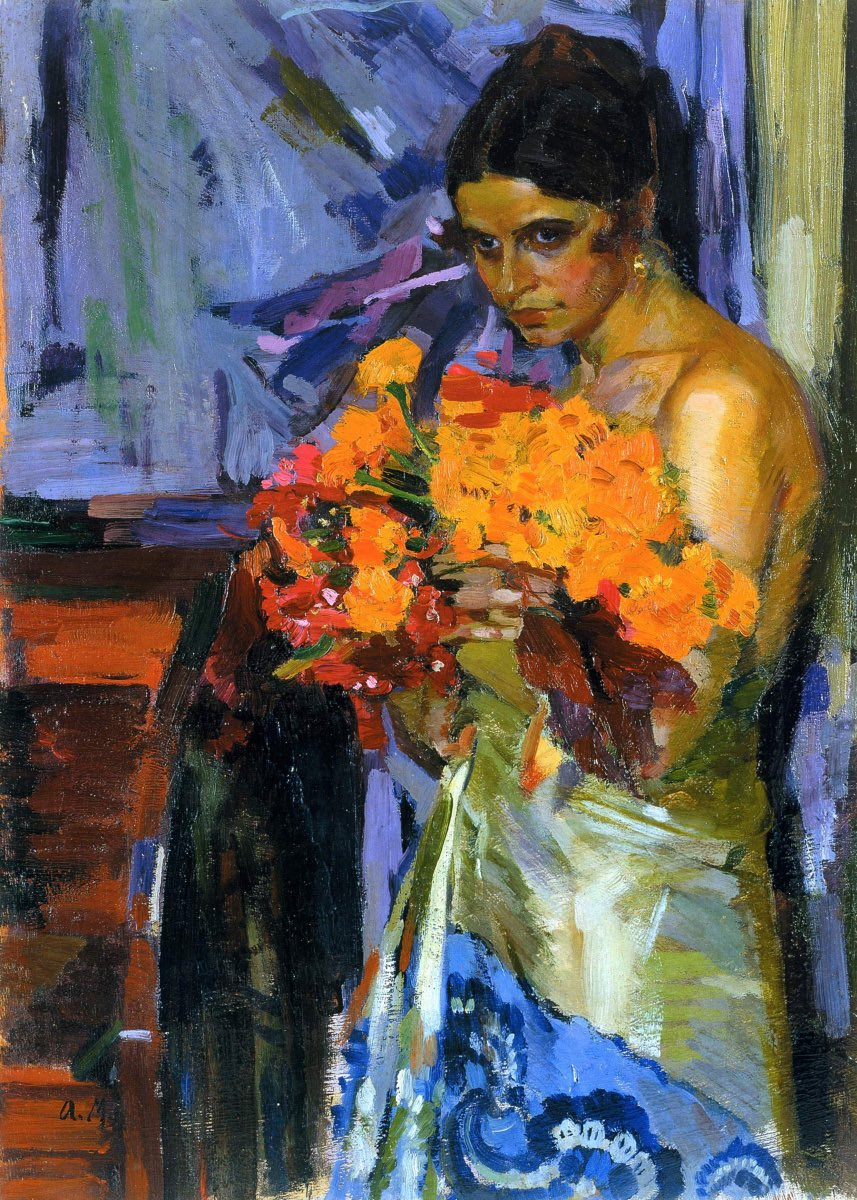
Олександр Мурашко. «Пані з квітами», 1918

Характерні риси стилю модерн в архітектурі: плавність, пластичність, декоративність. Основними його елементами є використання синусоїдальних ліній, стилізованих квітів, язиків полум'я, хвилястих ліній, запозичених у природи.
Модерн постав як мистецтво молодих людей на противагу домінуючому на той час історицизмові. Звідси походить німецький варіант назви — Jugendstil, що означає стиль молоді. Архітектурні пам'ятники, створені у стилі сецесія, внесені до Світової спадщини ЮНЕСКО.
Прагнучи створити новий стиль, представники модерну відмовлялися від історичних запозичень стилю еклектики, використовували умисно примхливі, мінливі форми, вигадливі лінії, принципи асиметрії й вільного планування, нові технічні та конструктивні засоби для створення незвичайних, підкреслено індивідуалізованих будівель, де всі рішення підпорядковані єдиному образно-символічному задумові й орнаментальному ритмові.

### Періодизація та підстилі
- протомодерн
- ранній модерн
- пізній модерн (модерн-класицизм, модернампір)
- раціональний модерн

## Головні представники

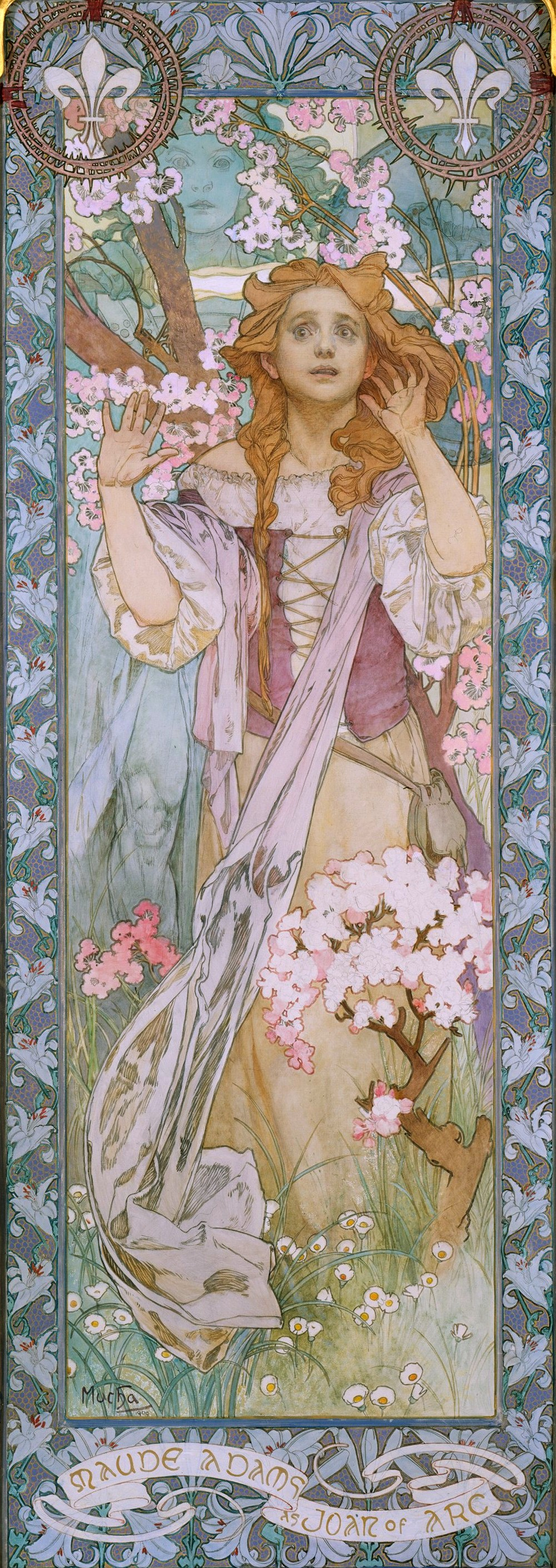
Альфонс Муха. Мод Адамс в ролі Жанни д'Арк. Афіша, 1909, Музей Метрополітен, Нью-Йорк

- Австрія: художники Ґустав Клімт, Коломан Мозер
- Велика Британія: художник-ілюстратор Обрі Бердслі
- Бельгія: архітектор Віктор Орта (або Хорта, 1861—1947), скло Рене Лалік
- Іспанія: архітектор Антоніо Гауді
- Російська імперія: архітектори Федір Шехтель, Петро Бойцов (1849—1918), Кекушев Лев Миколайович (1862—1917), Олександр Іванович фон Гоген (1856—1914)
- США: лампи й вироби з металу Луїс Комфорт Тіффані
- Україна: архітектори Владислав Городецький, Григорій Артинов, Тадей Обмінський, архітектор-будівничий Іван Левинський, скульптор зі Львова Юліан Марковський, художники Модест Сосенко, Юліан Буцманюк, Олена Кульчицька
- Франція: архітектор Ектор Ґімар, мебляр Еміль Галле, ювелір Рене Лалік, Александр Шарпентьє (графік, скульптор, медальєр, дизайнер інтер'єрів)
- Чехія: рекламний художник-ілюстратор і плакатист Альфонса Мухи
- Швейцарія: художник Фердинанд Годлер
- Велика Британія: дизайнер інтер'єрів і екстер'єрів Чарльз Ренні Макінтош

## Архітектура (ар нуво)
Виникнення та розповсюдження стилю модерн (сецесія) збіглося з широким використанням призабутих будівельних технологій та відновленням ремесел, широким використанням промислових технологій в будівництві суспільно значущих об'єктів (виставкові комплекси, вокзали, театри тощо). Важливу роль у популяризації та розповсюдженні стилю сецесії зіграли саме міжнародні виставки та будівництво виставкових павільйонів у нових формах. Масова забудова деяких вулиць чи районів створила нове архітектурне середовище в історичних містах, серед яких: Париж, Мілан, Барселона, Манаус, Відень, Петербург, Берлін, Москва, Львів, Рига, Київ, Прага, Харків, Вінниця, Чернігів, Маріуполь тощо.
Звернення до хвилястих, природних форм стало найхарактернішою ознакою стилю, хоча повної відмови від прямокутних об'ємів в архітектурі досягти не вдалося. Мали місце компромісні варіанти, що не погіршило образну та функціональну складові стилю. В архітектурі модерну широко використовували як дерево (дерев'яний модерн), так і звичайну та глазуровану цеглу, бетон, металеві конструкції, скло, їх комбінації. Дерев'яний модерн переважав у будівництві заміських помешкань та вілл в країнах, багатих лісом і з давньою традицією дерев'яної архітектури (Швеція, Фінляндія, Росія, Україна).
Одним з перших, хто почав працювати в стилі сецесія, був архітектор Віктор Орта (Бельгія). Дещо компромісні позиції займав російський архітектор Шехтель Федір Осипович, який широко використовував як елементи історичних стилів (готики, класицизму), так і елементи стилю сецесії та нові будівельні матеріали. Більш сміливим був архітектор Олександр фон Гоген, що дотримувався стилістики еклектика. Тонкий стиліст, він проектував нову споруду залежно від його функції, тому міг створити фасади в будь-якому історичному стилі, як і її інтер'єри. Тендітні, надто елегантні, вишукані форми притаманні його споруді особняка Матильди Кшесінської, що набув небаченої, графічної краси й став шедевром декоративного модерну. Грубі, скелеподібні, завеликі архітектурні об'єми притаманні його проекту Дворянського земельного банку, вибудованому в містах Пенза та Чернігів, варіант в стилі північний модерн в місті Самара. Стиль інтер'єрів міг бути на вибір замовника, тобто від пафосного розкішного до стримано неокласичного чи бідняцьки функціонального.
Найбільш незвичні, сміливі зразки стилю сецесія створив каталонський архітектор Антоніо Гауді у місті Барселона, що став відомим архітектурним центром в Іспанії. Стилістика декоративного, перенасиченого декором модерну, запанувала в Іспанії, Франції та в Італії.

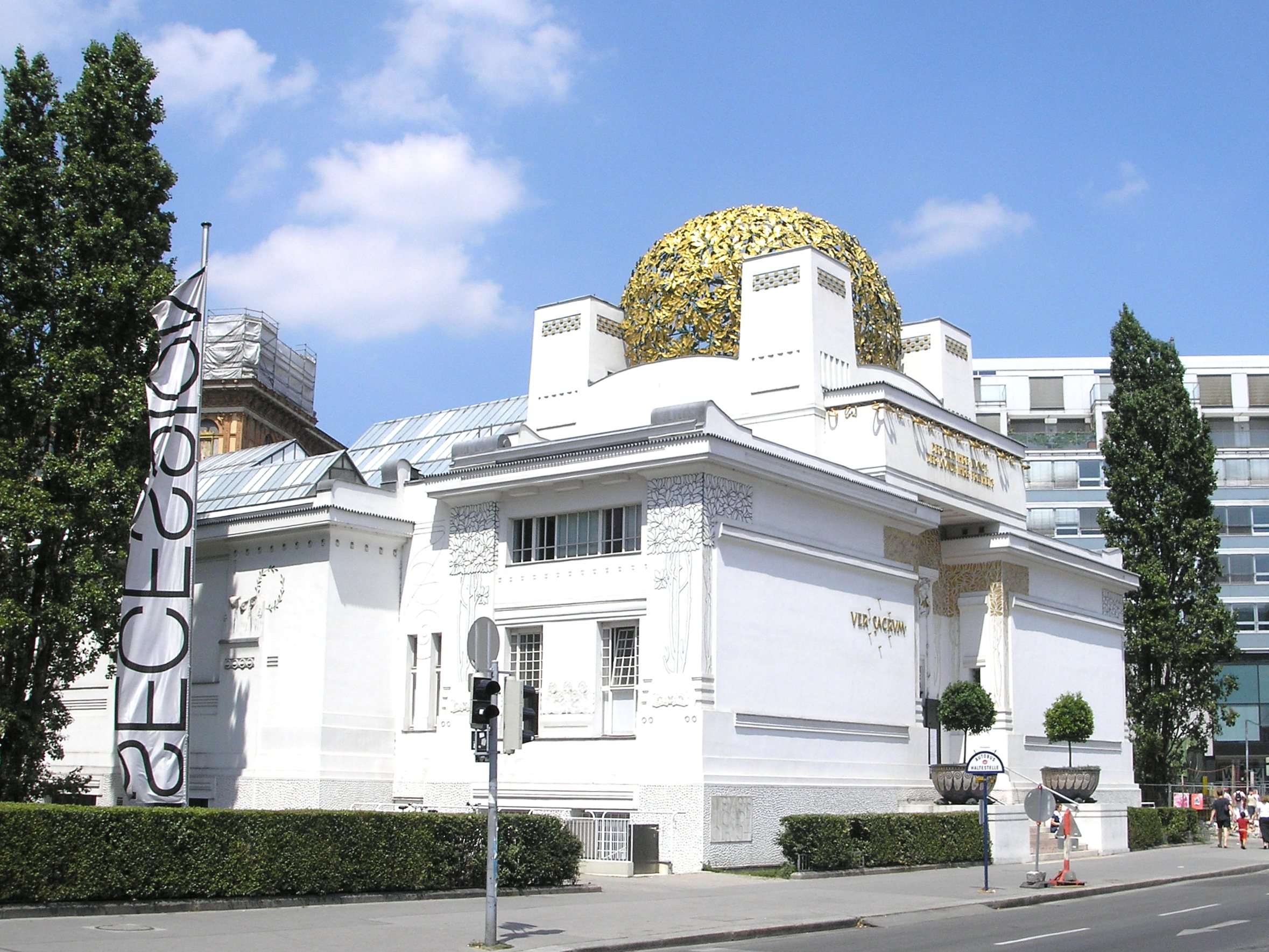
Виставковий павільйон спілки художників-модерністів «Сецесія» у Відні
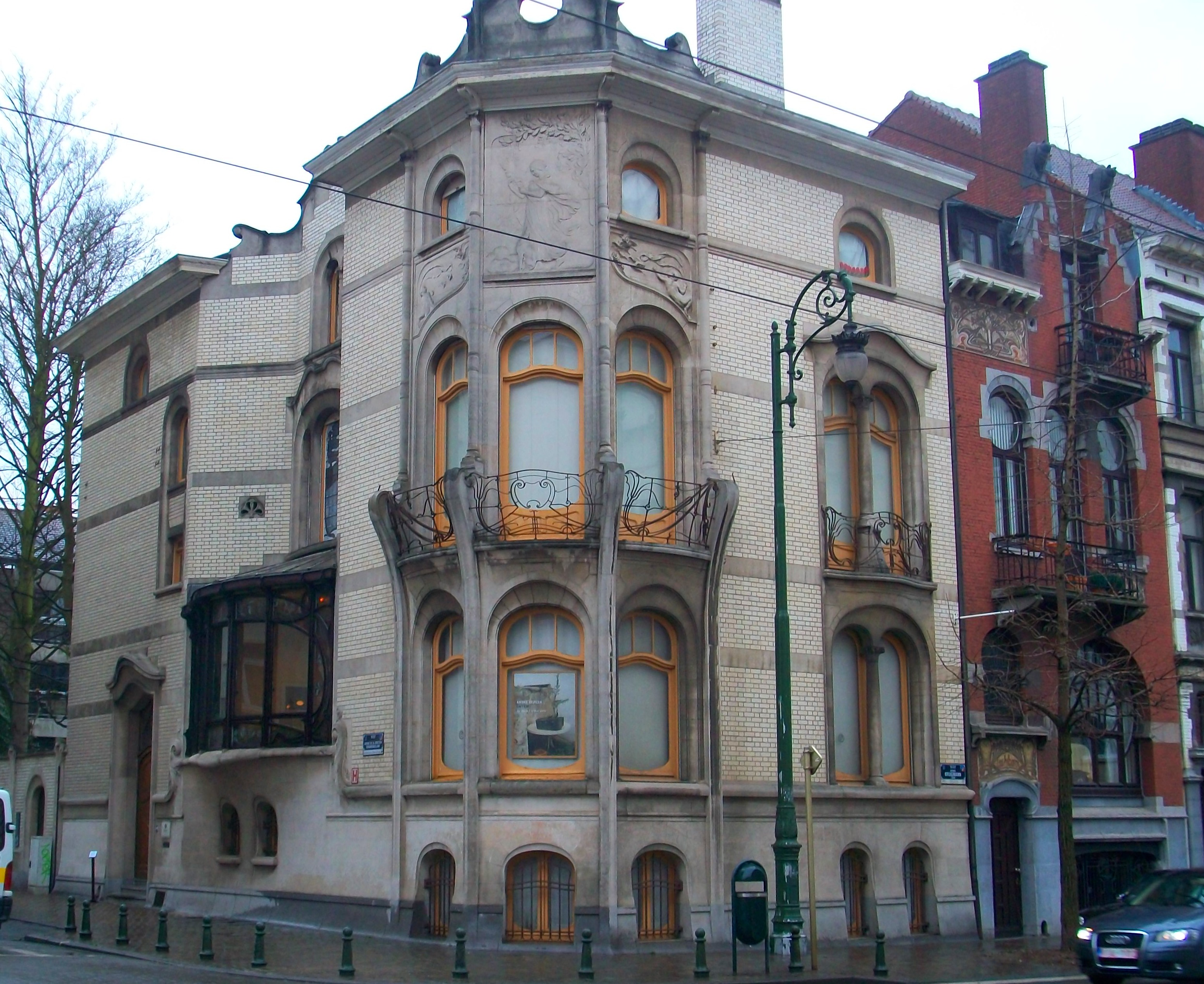
Готель Ханнон, Брюссель
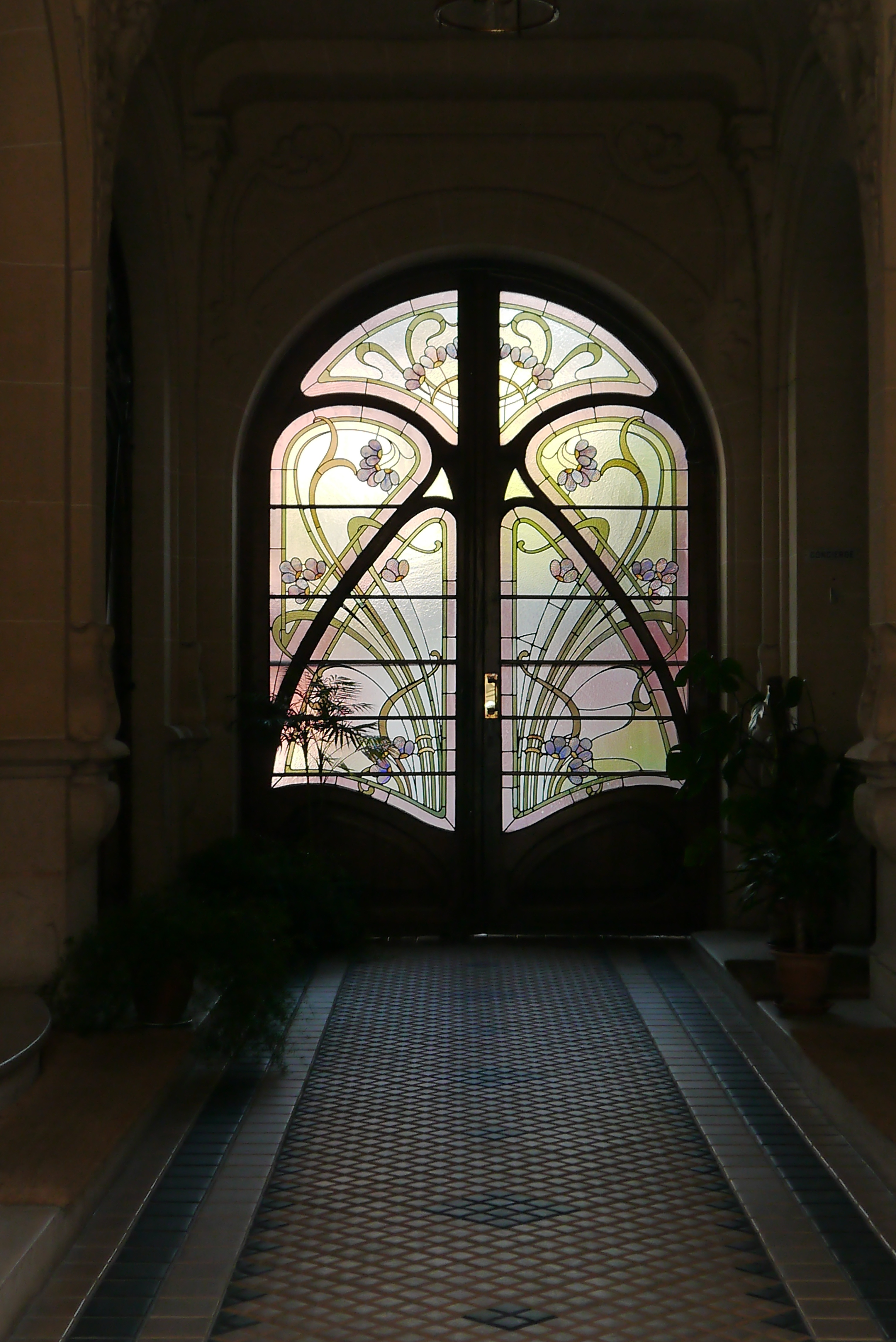
Арх. Жорж Гійон. Двері з вітражем, 1903, Франція
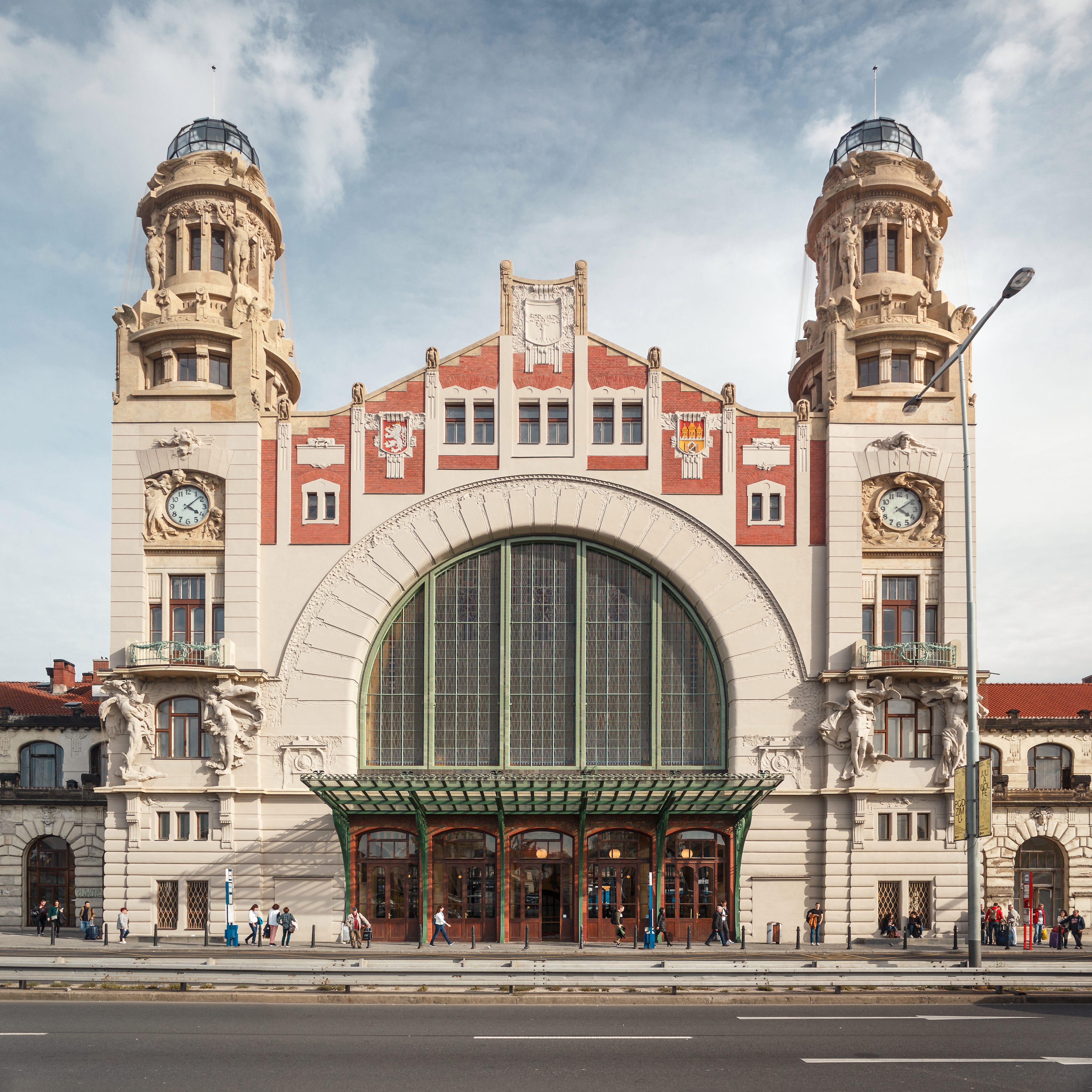
Прага, залізничний вокзал
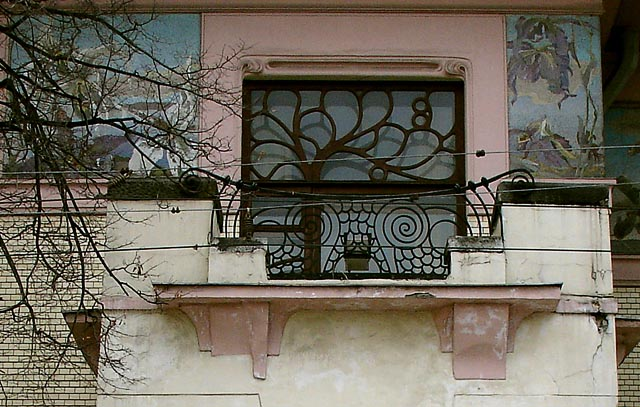
Федір Шехтель, вікно особняка Рябушинського
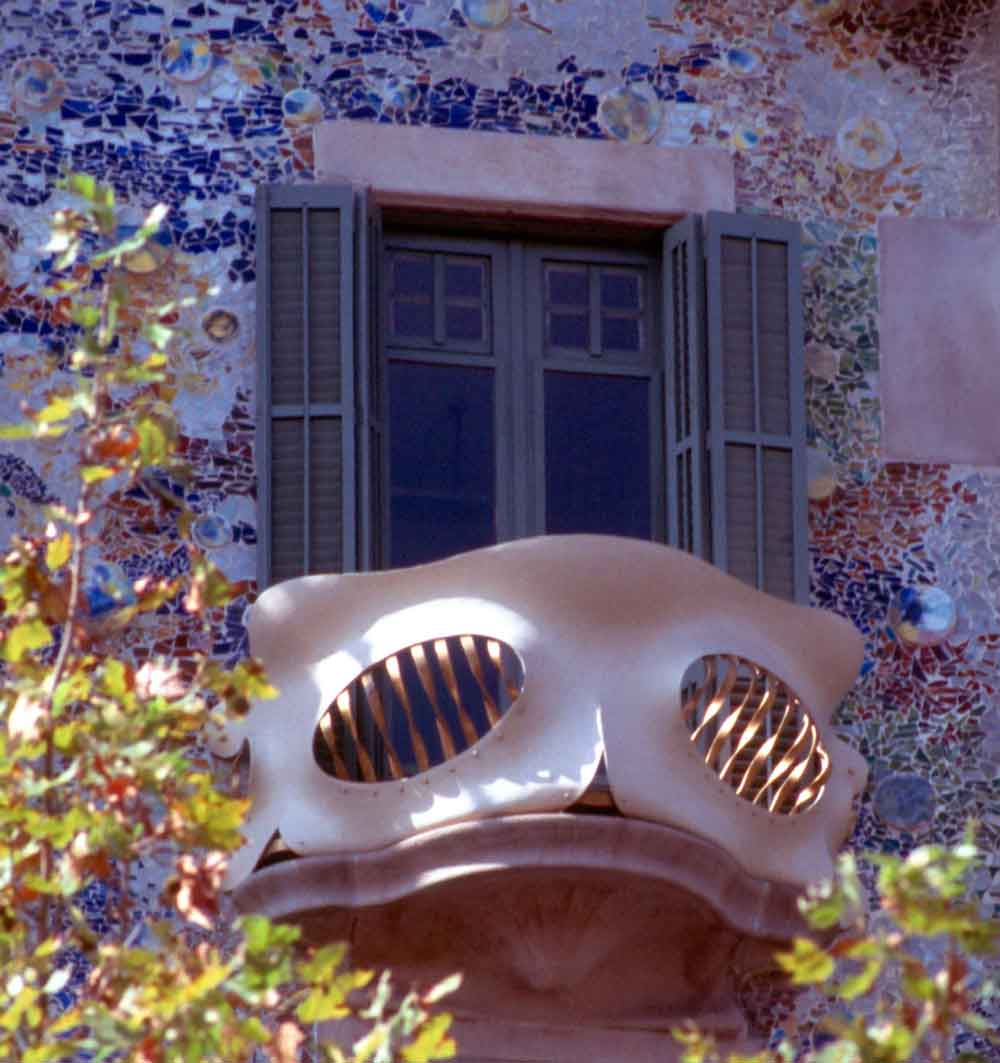
Антоніо Гауді. Барселона, балкон будинку Батльо

## Декоративно-ужиткове мистецтво

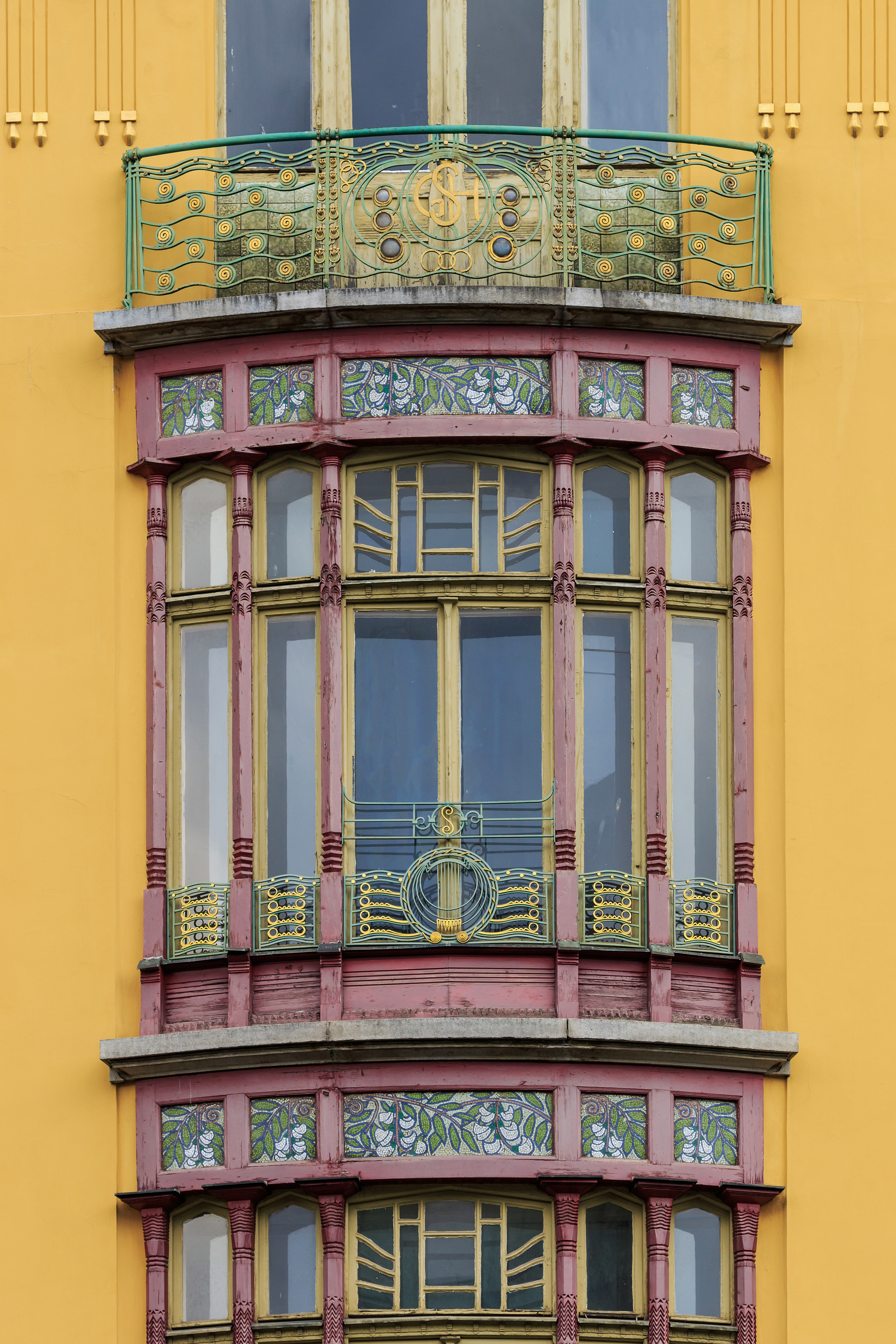
Фасад готелю «Європа», Прага

Намагання створити повноцінний стиль призвело до навернення митців різних країн до декоративно-ужиткового мистецтва. Справжній розквіт пережили:
- вироби зі скла та вітраж
- меблі
- дрібна металева пластика
- ковальство
- ювелірство
- книжковий декор
- театральна афіша
- дизайн інтер'єрів.

### Дрібна металева пластика

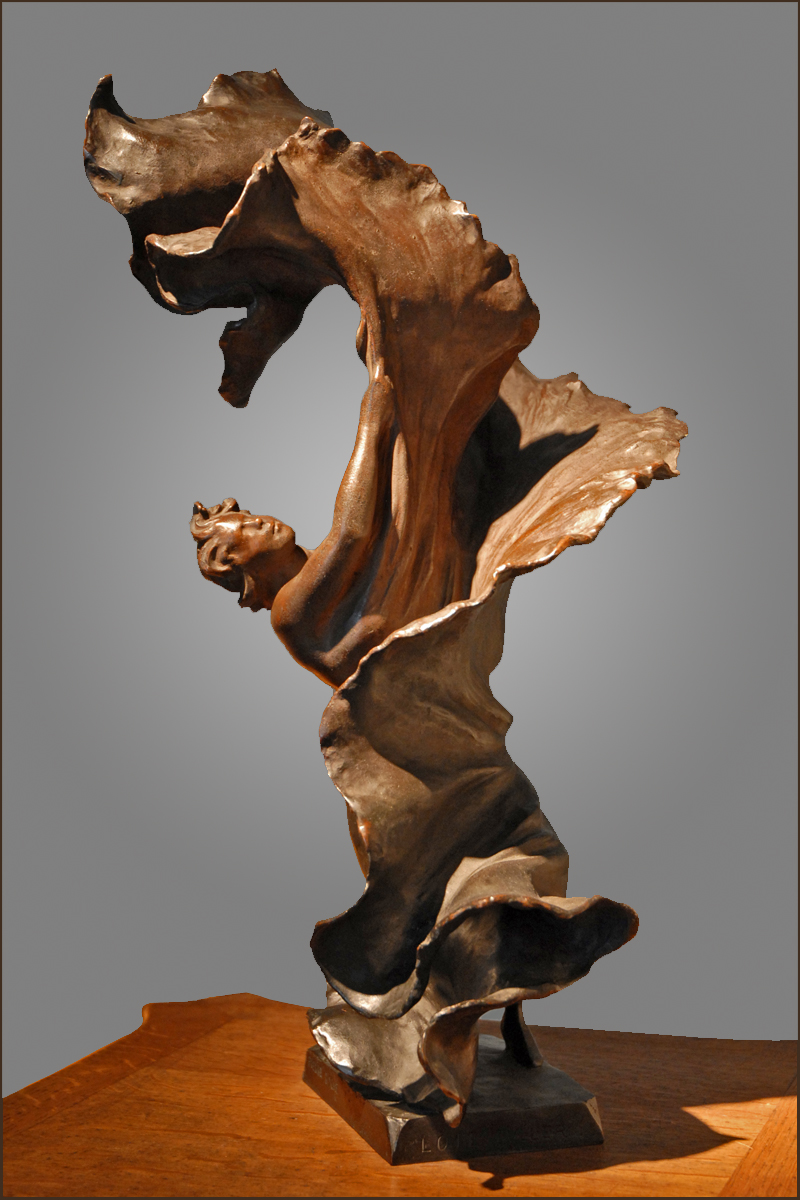
П'єр Роше (1855–1922), «Танцівниця», 1901, бронза
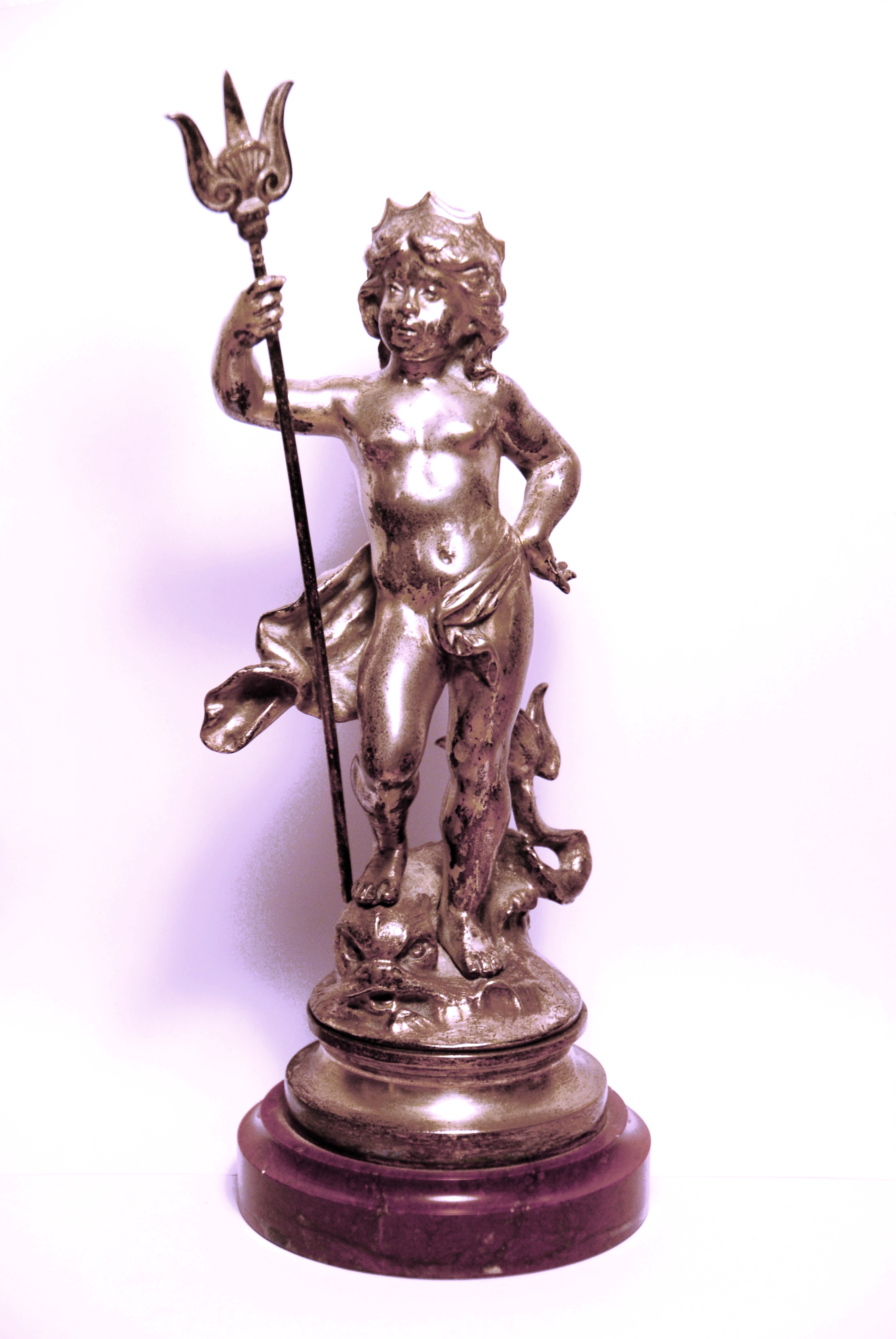
Огюст Моро, французький скульптор «Нептун-дитина», бронза

### Меблі

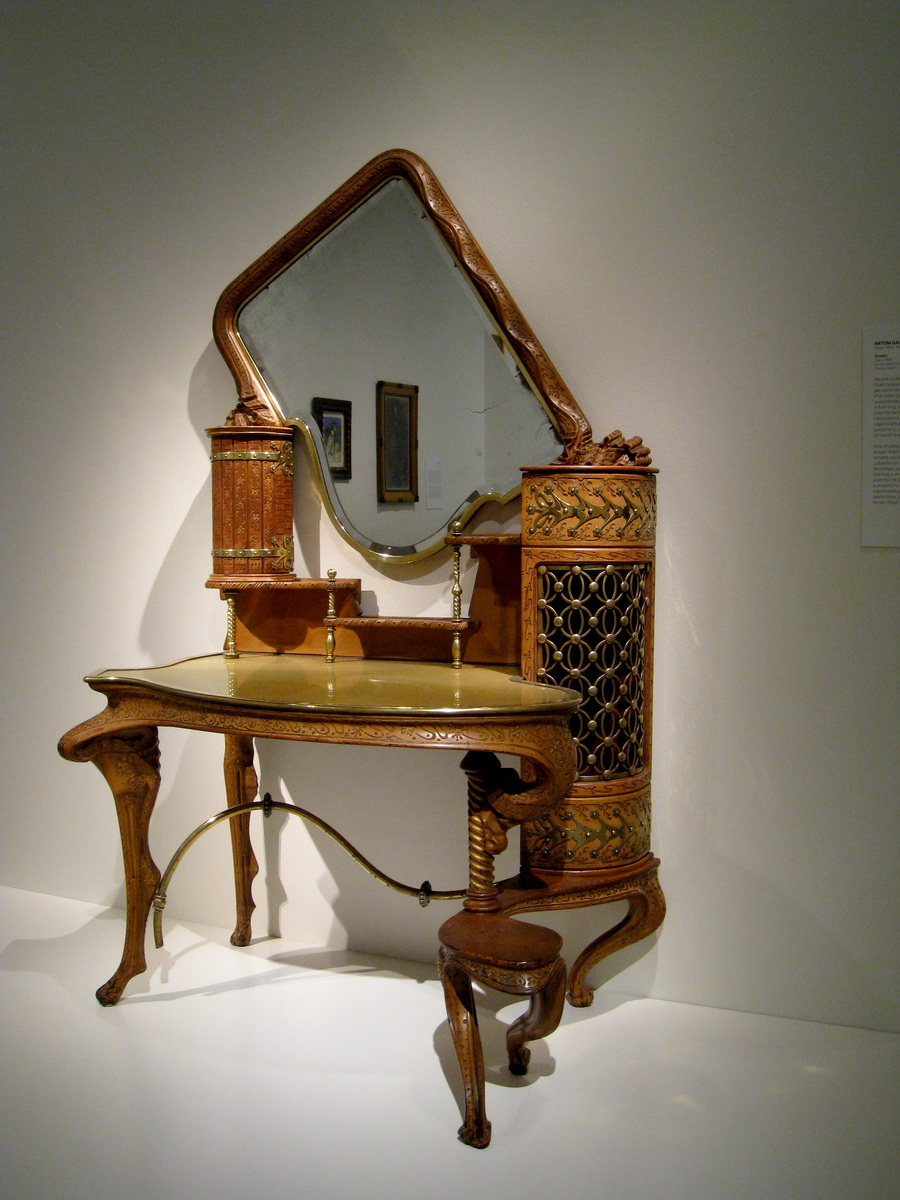
дизайн — Антоніо Гауді, стіл для будуару
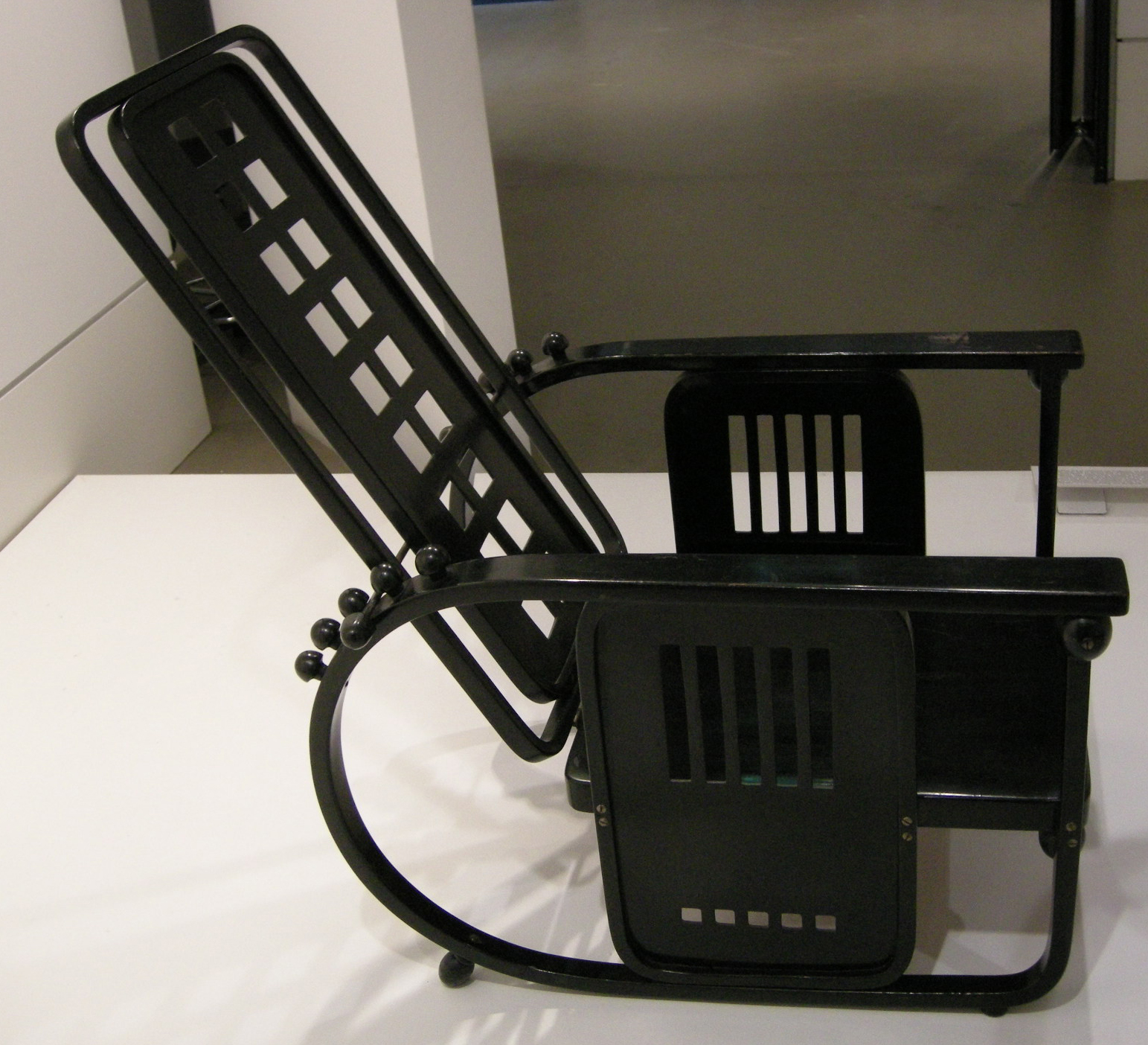
Дизайнер Йозеф Гофман, крісло
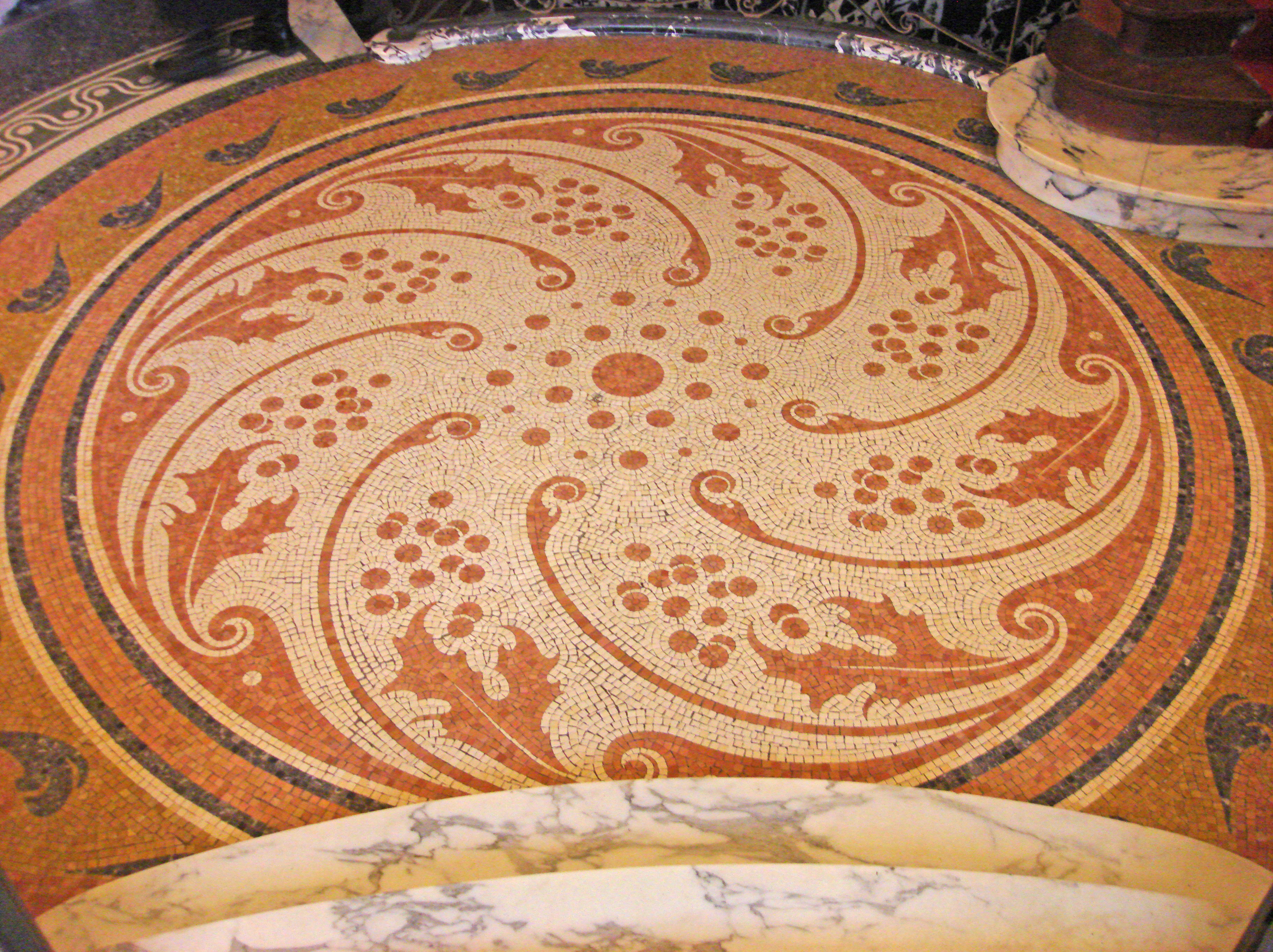
Готель Ханон, мозаїка

### Інтер'єр

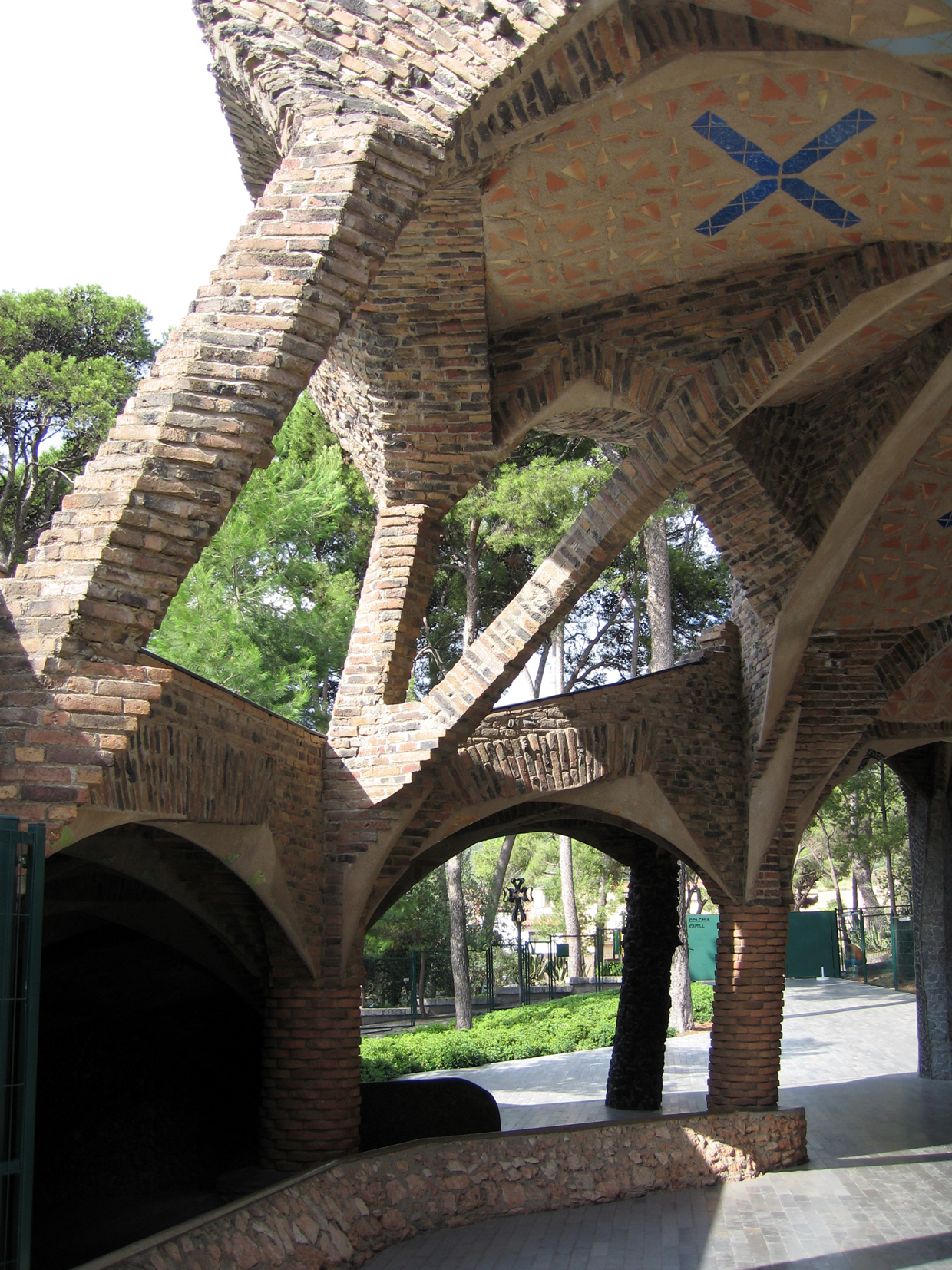
Кріпта де ла Колонья, парк Гуель
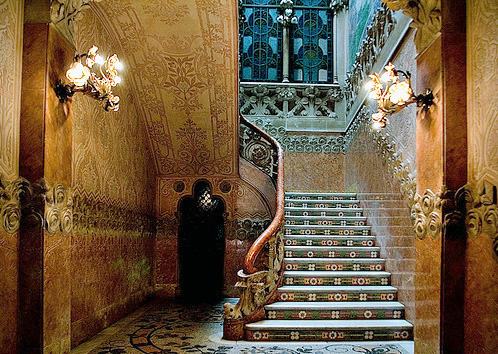
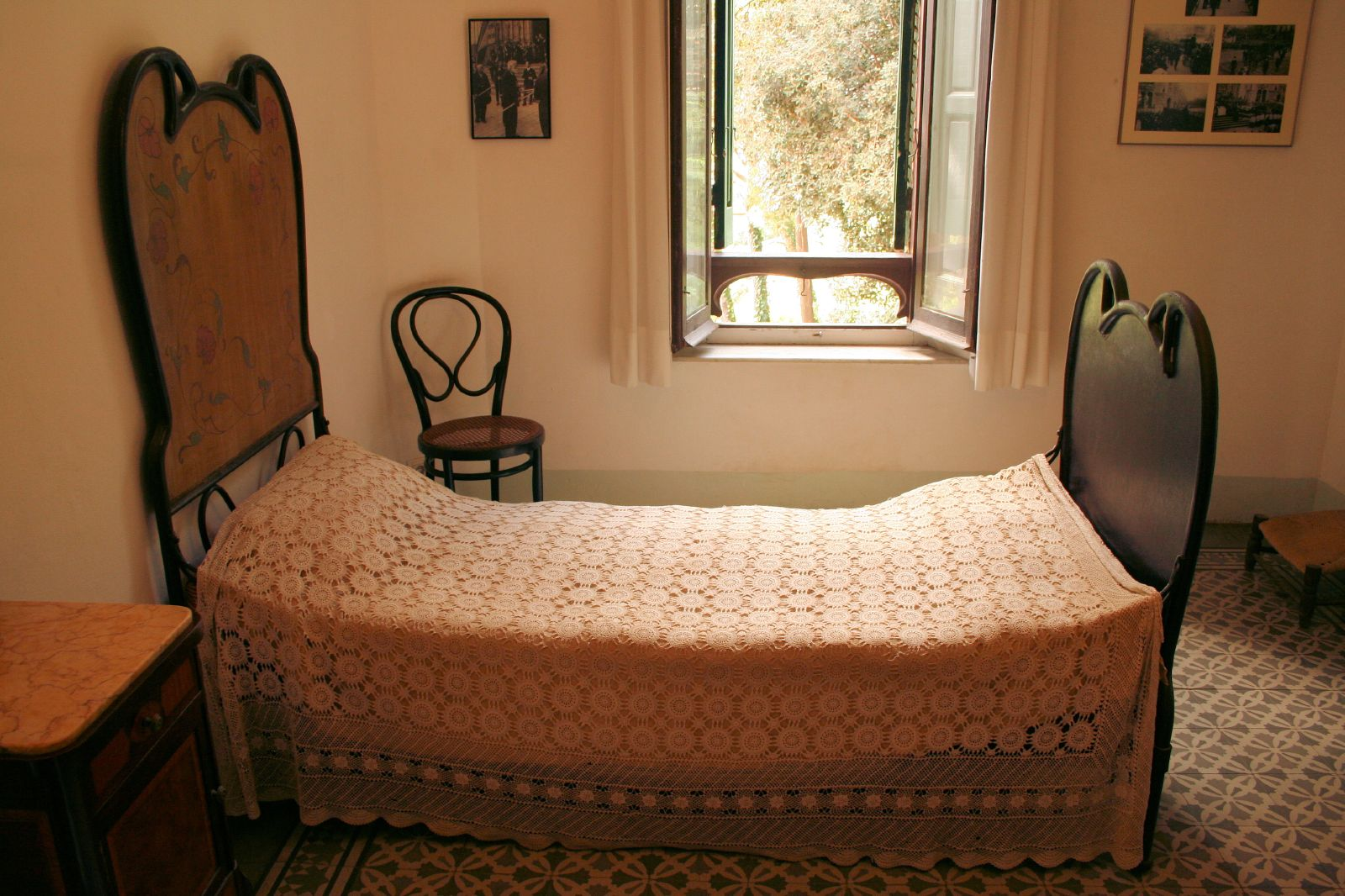
Спальня Гауді
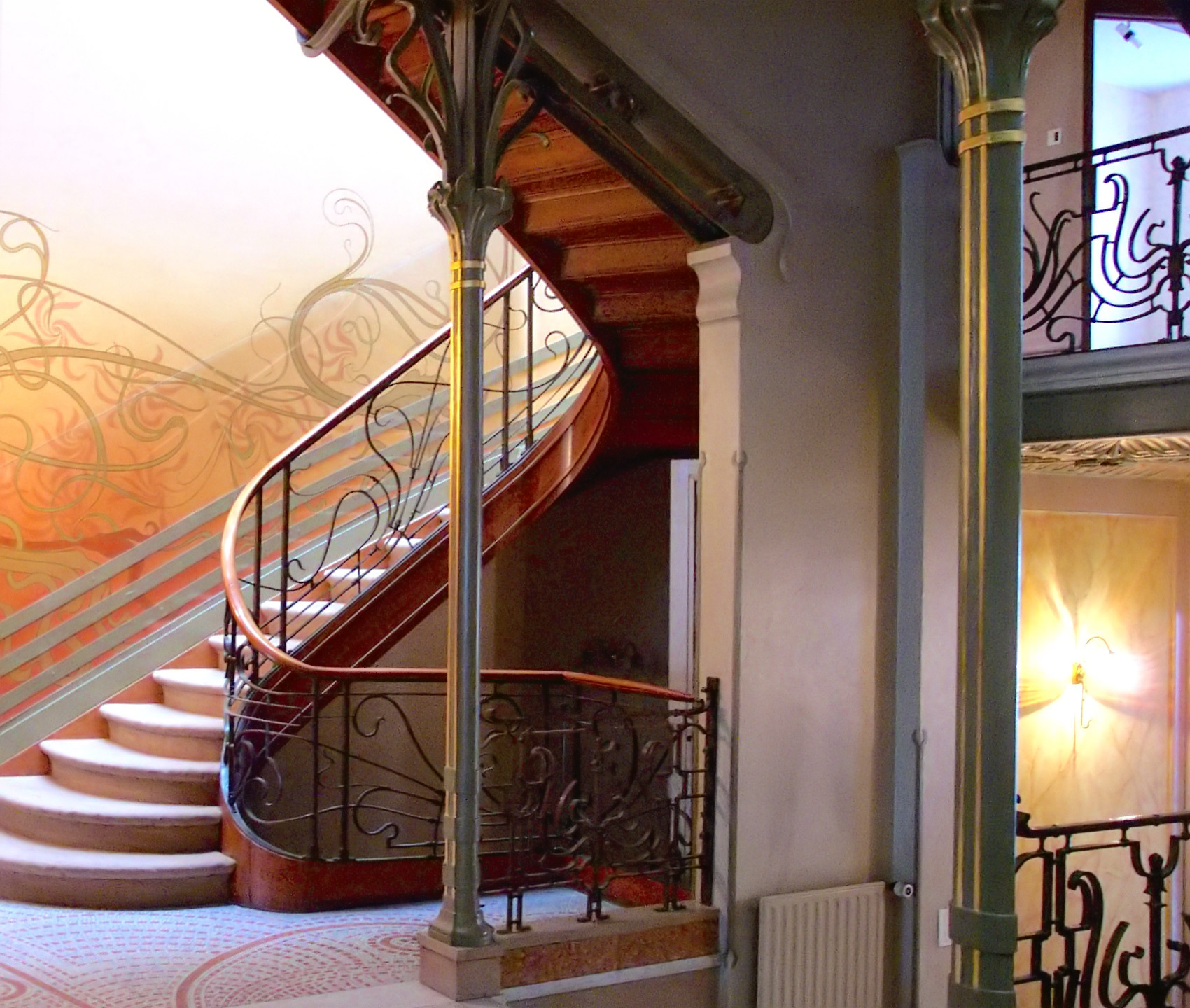
Готель Тассель, сходи (дизайн Віктор Орта, Брюссель)

### Портали

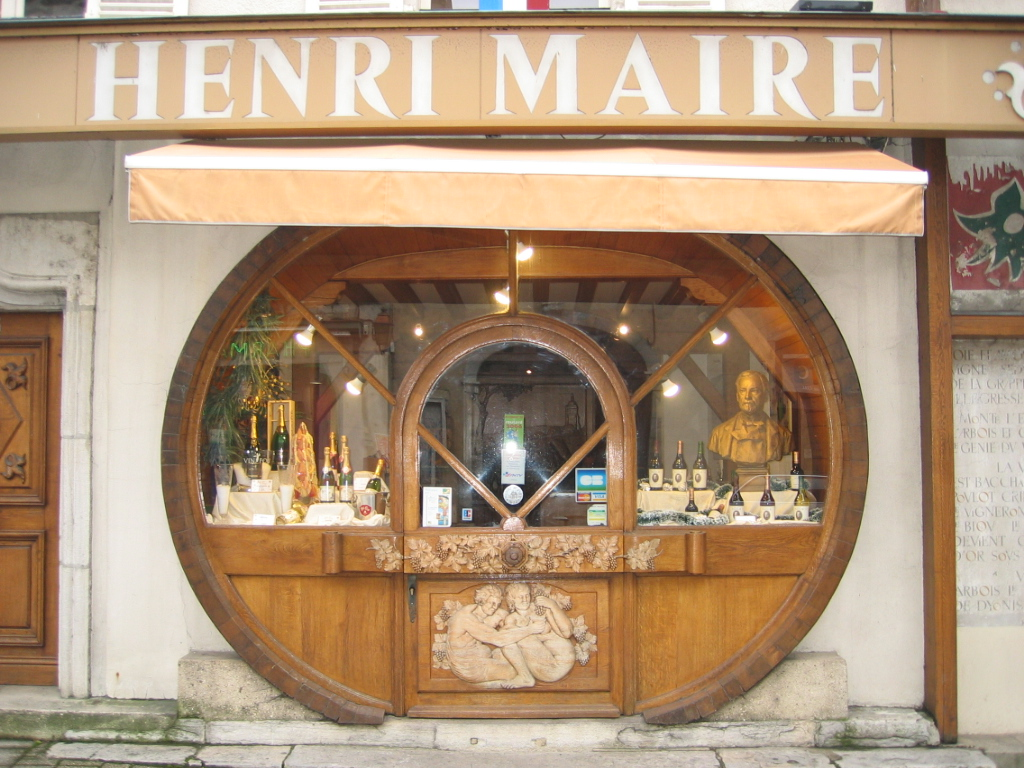
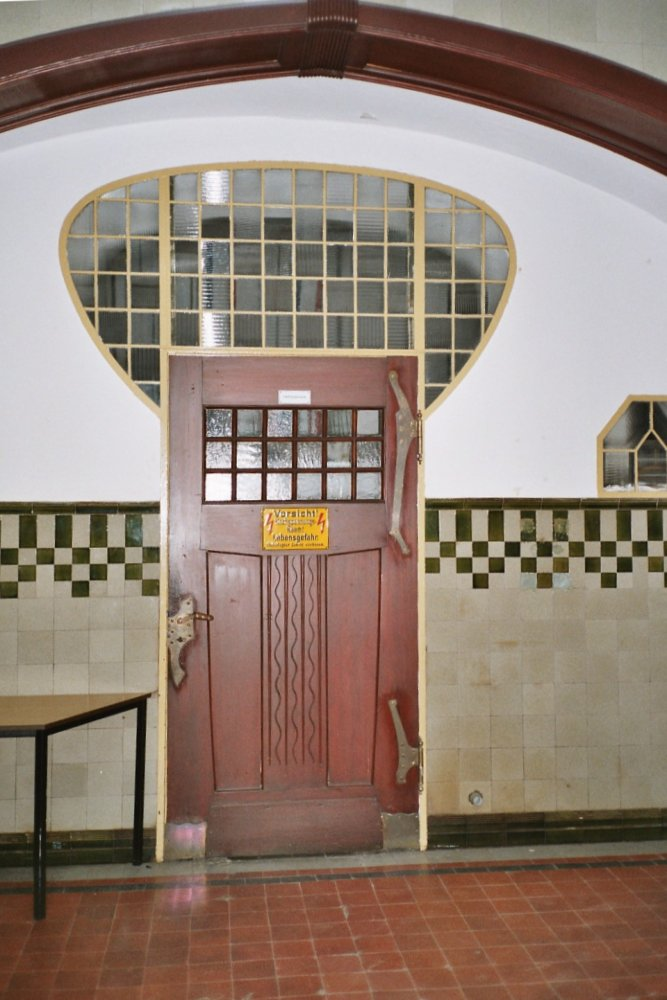
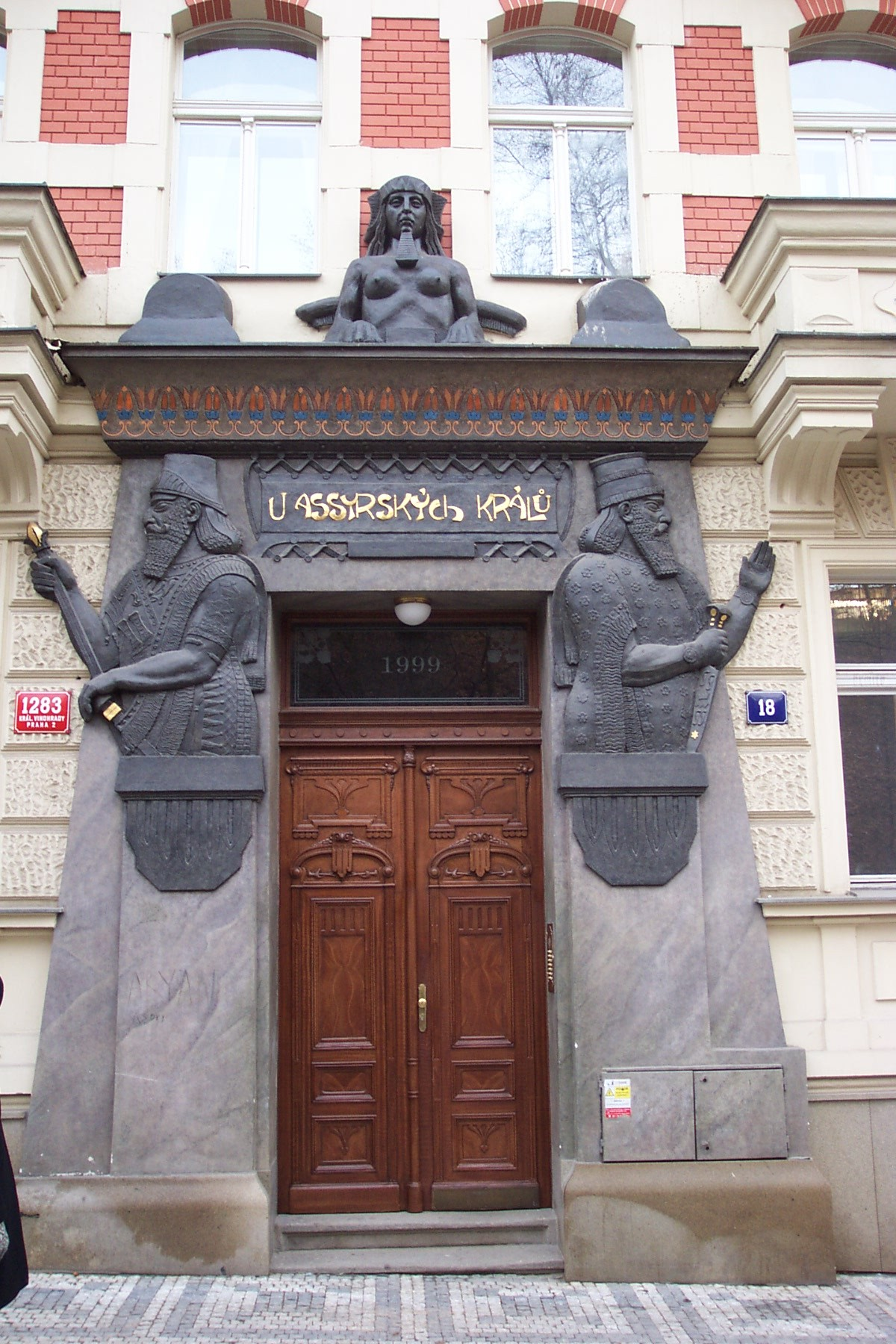
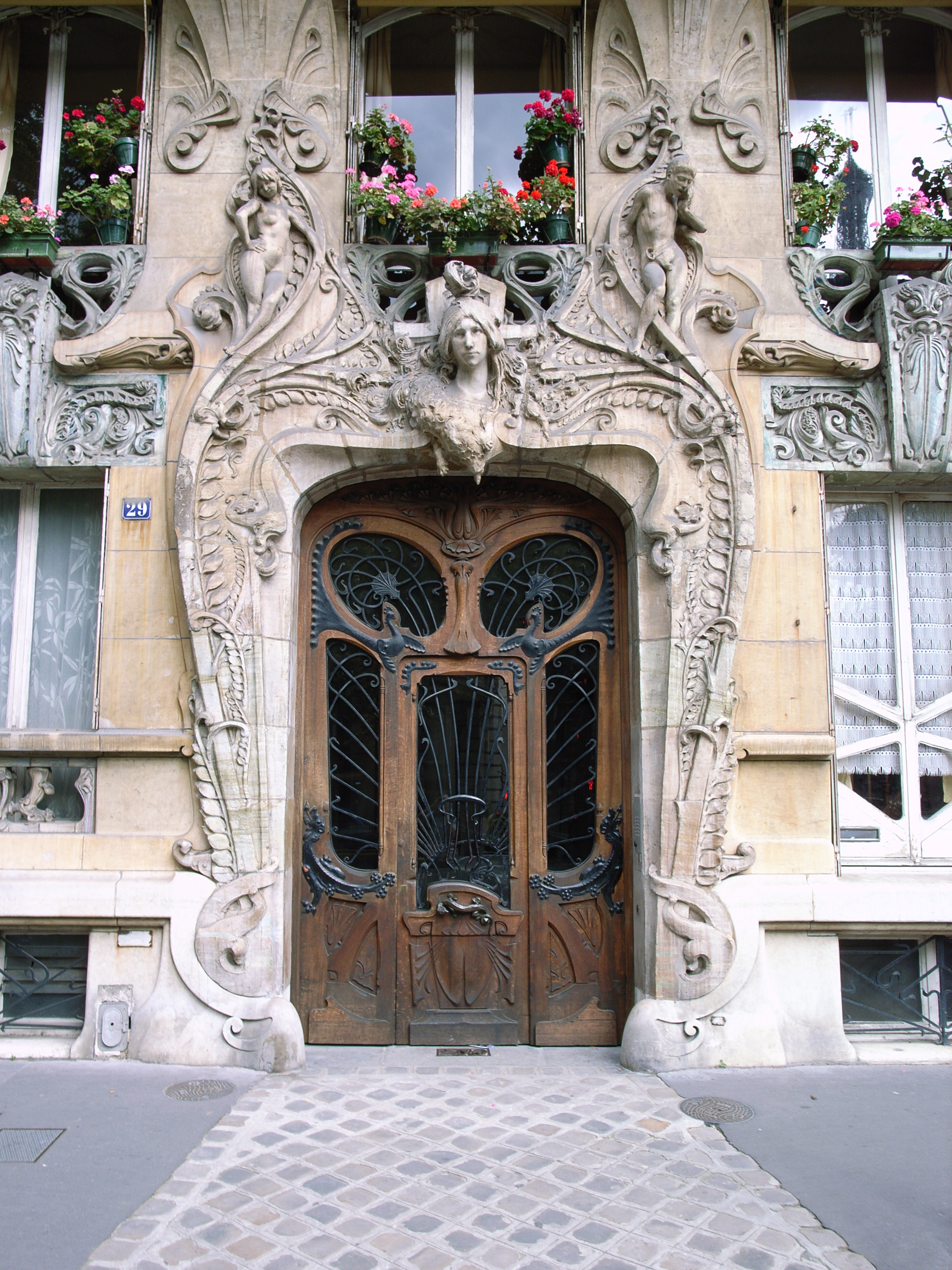

### Вітражі

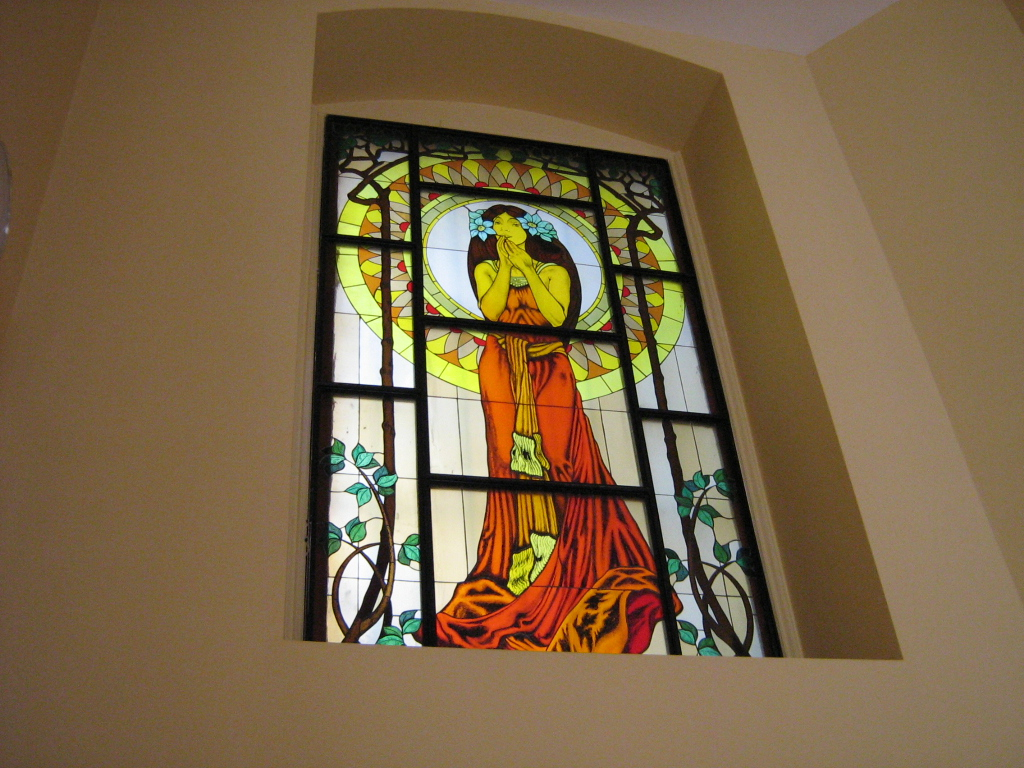
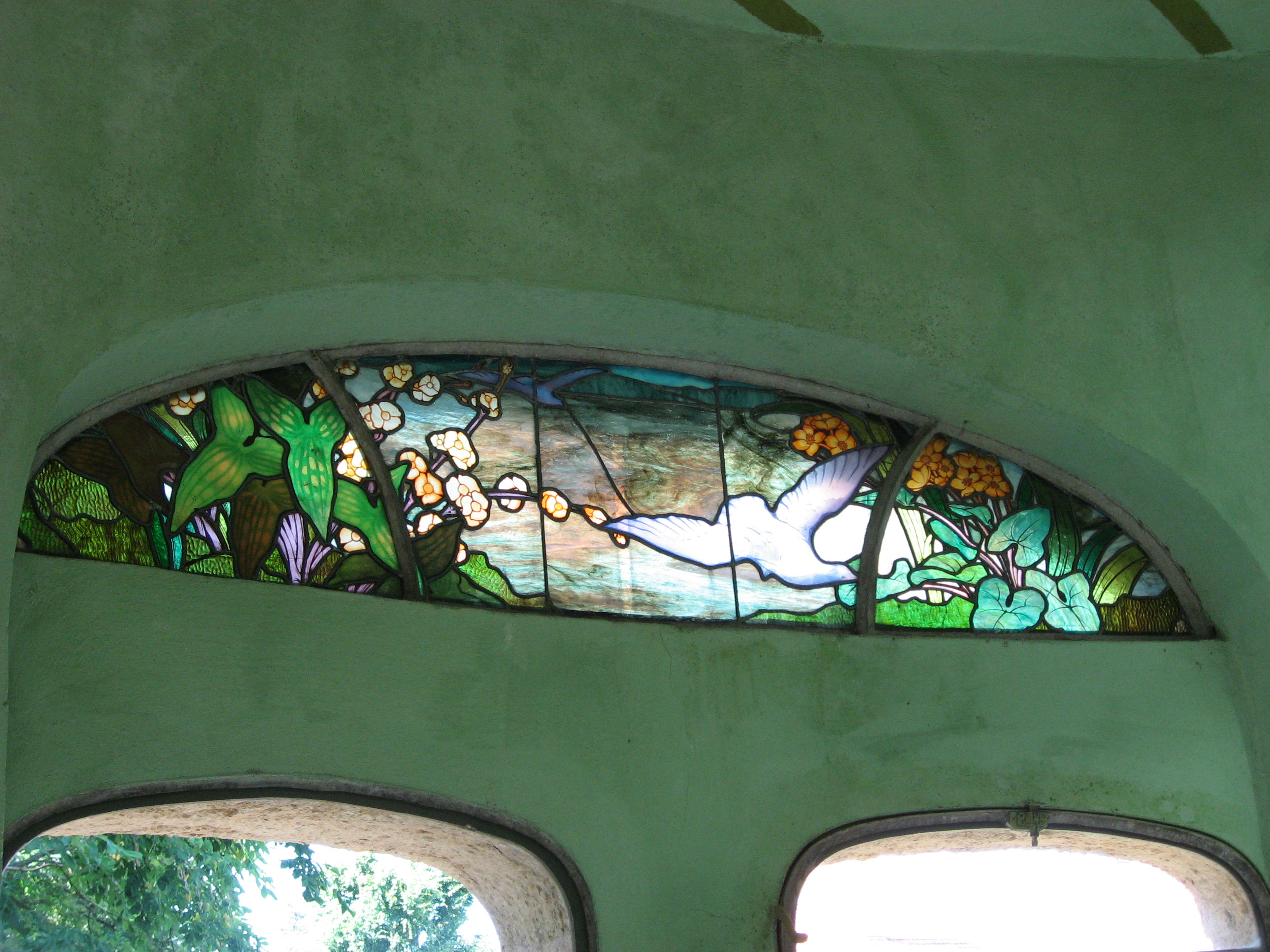
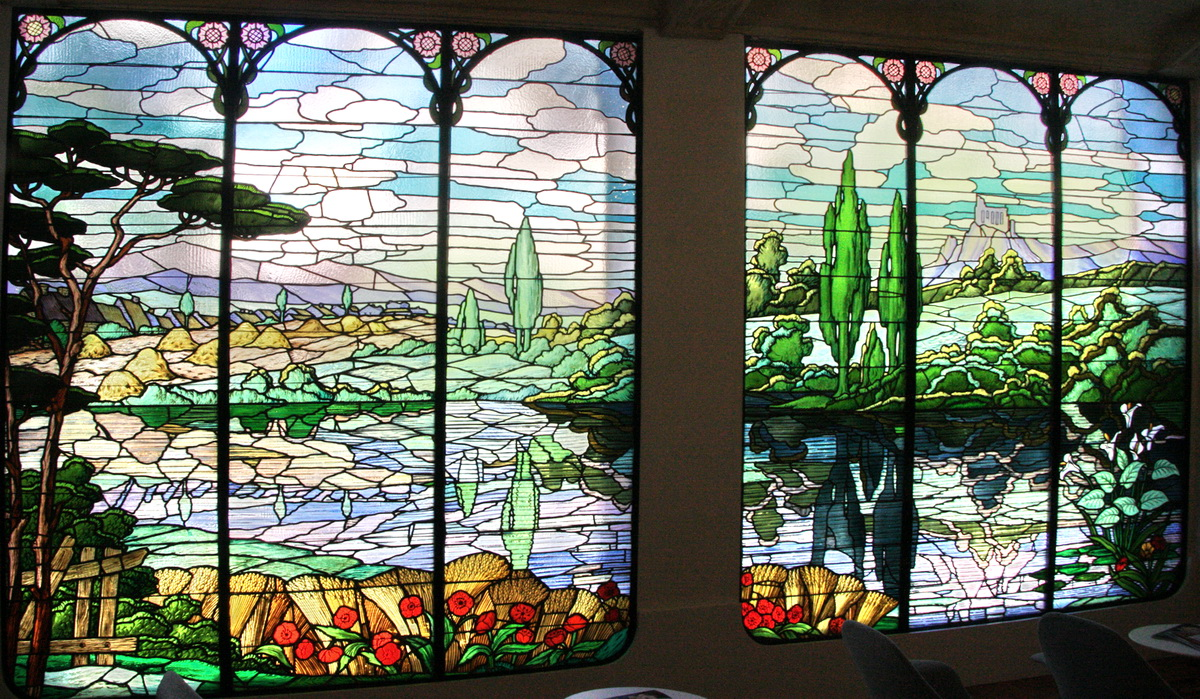
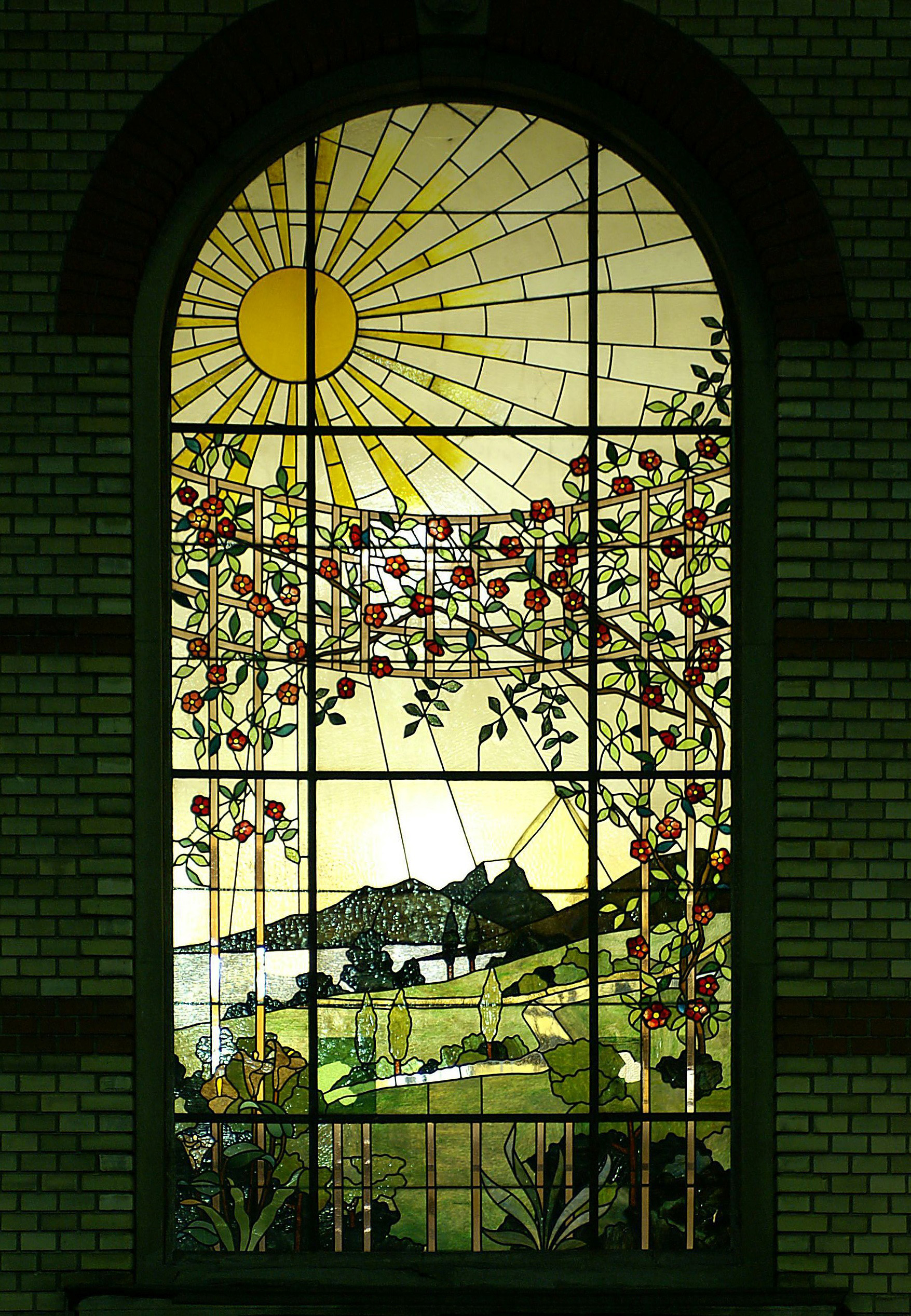

### Панно

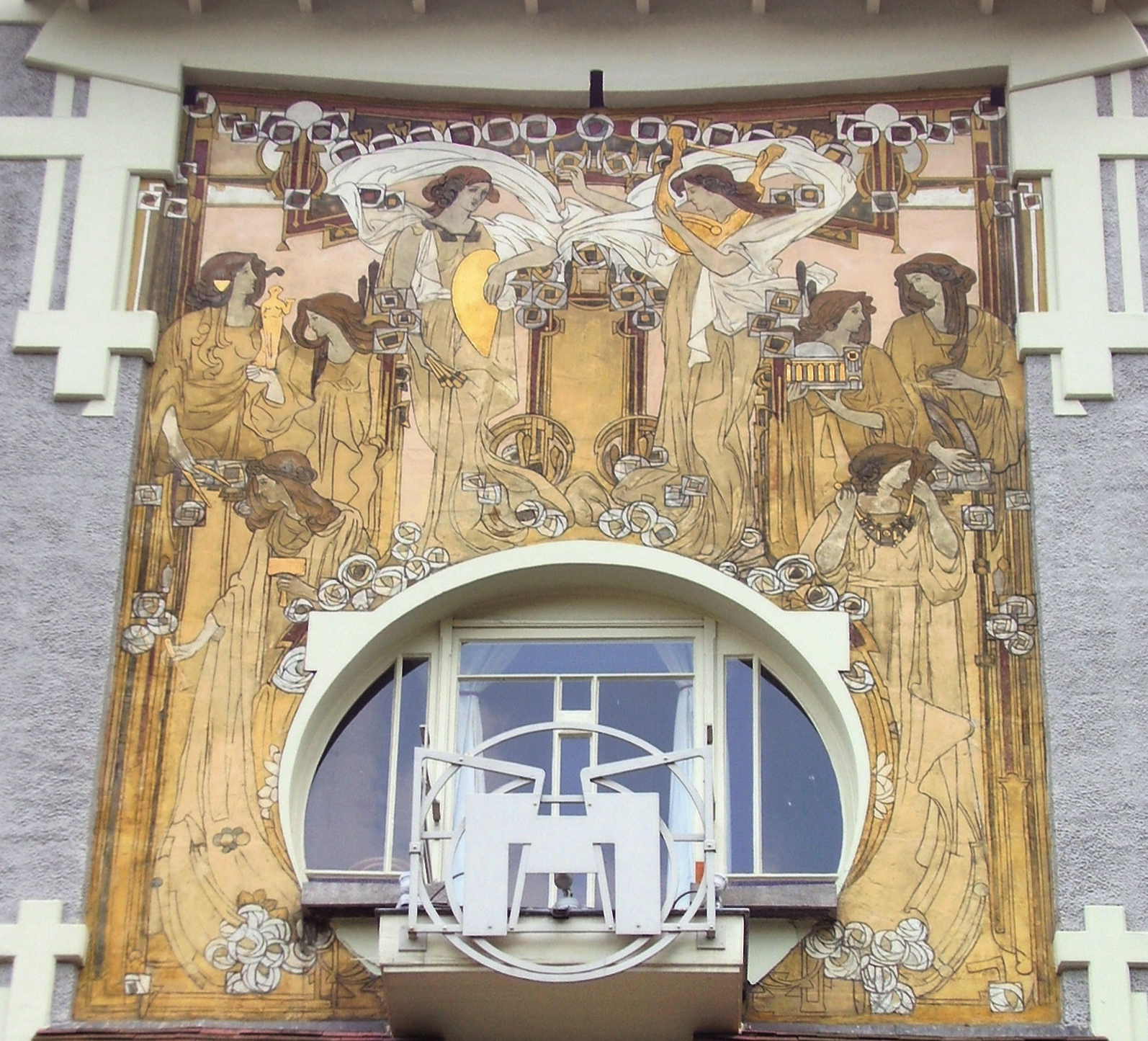
У Брюсселі
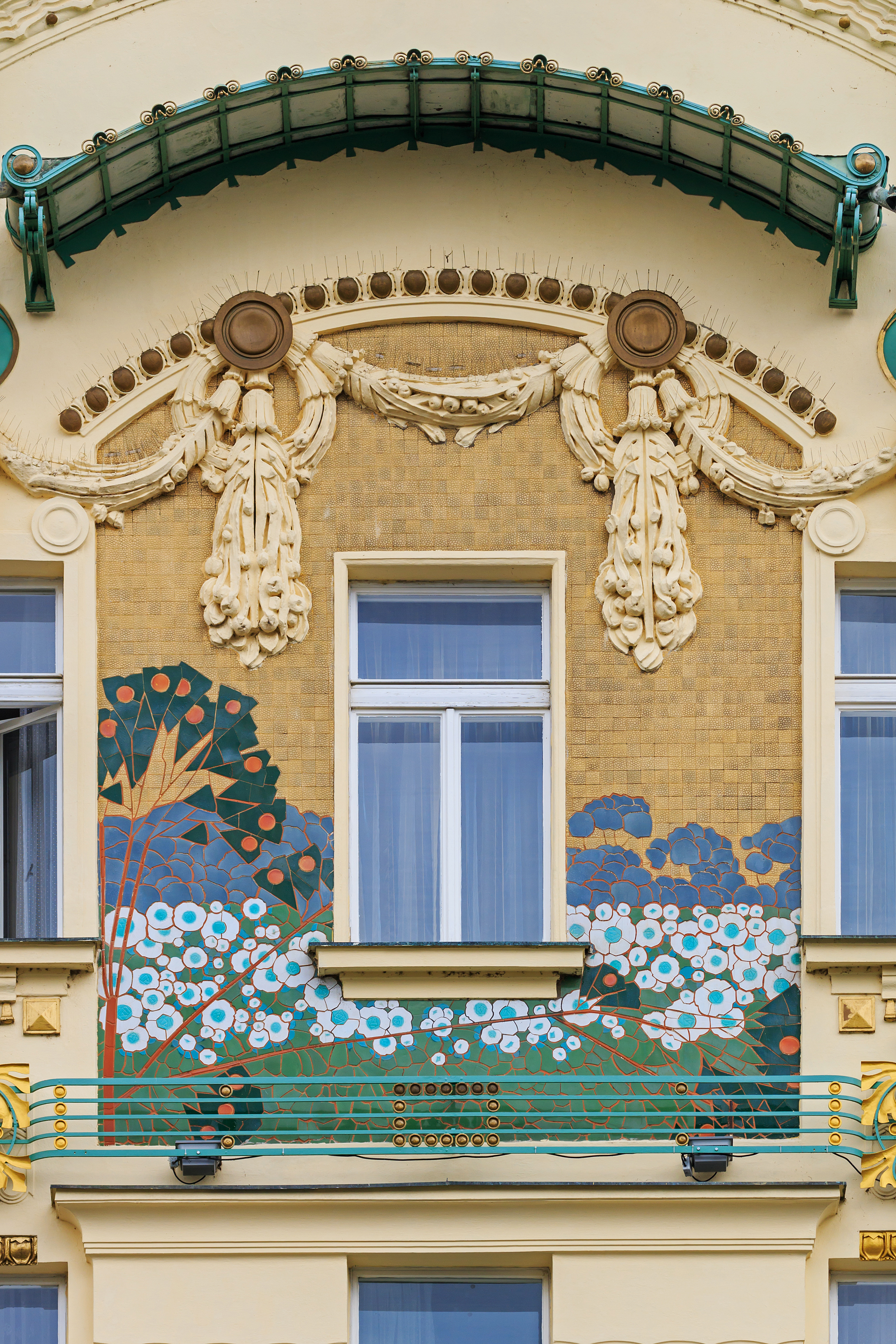
У Празі
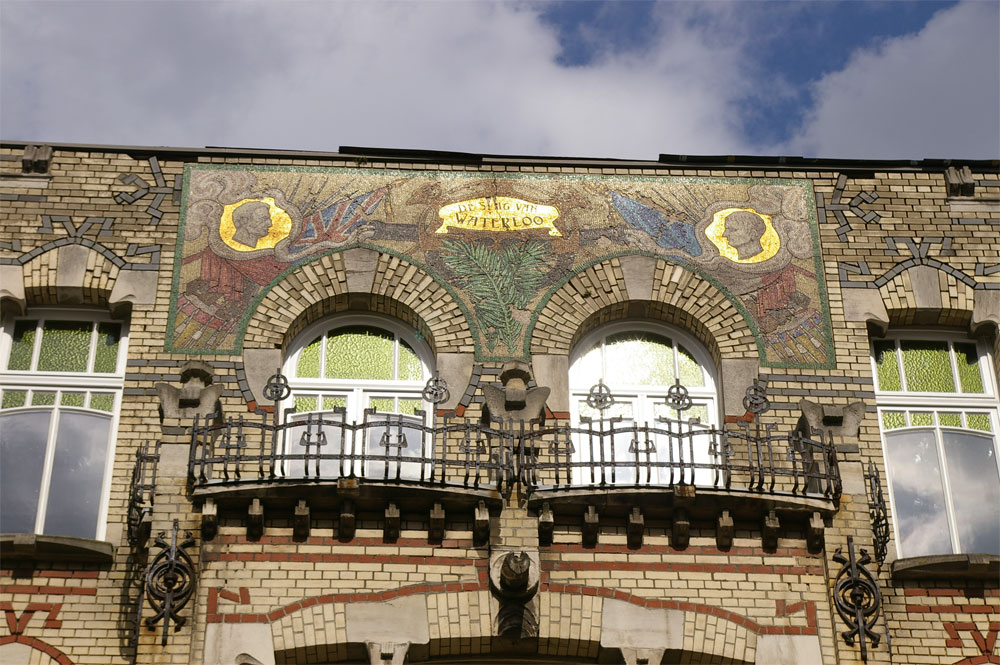
В Антверпені
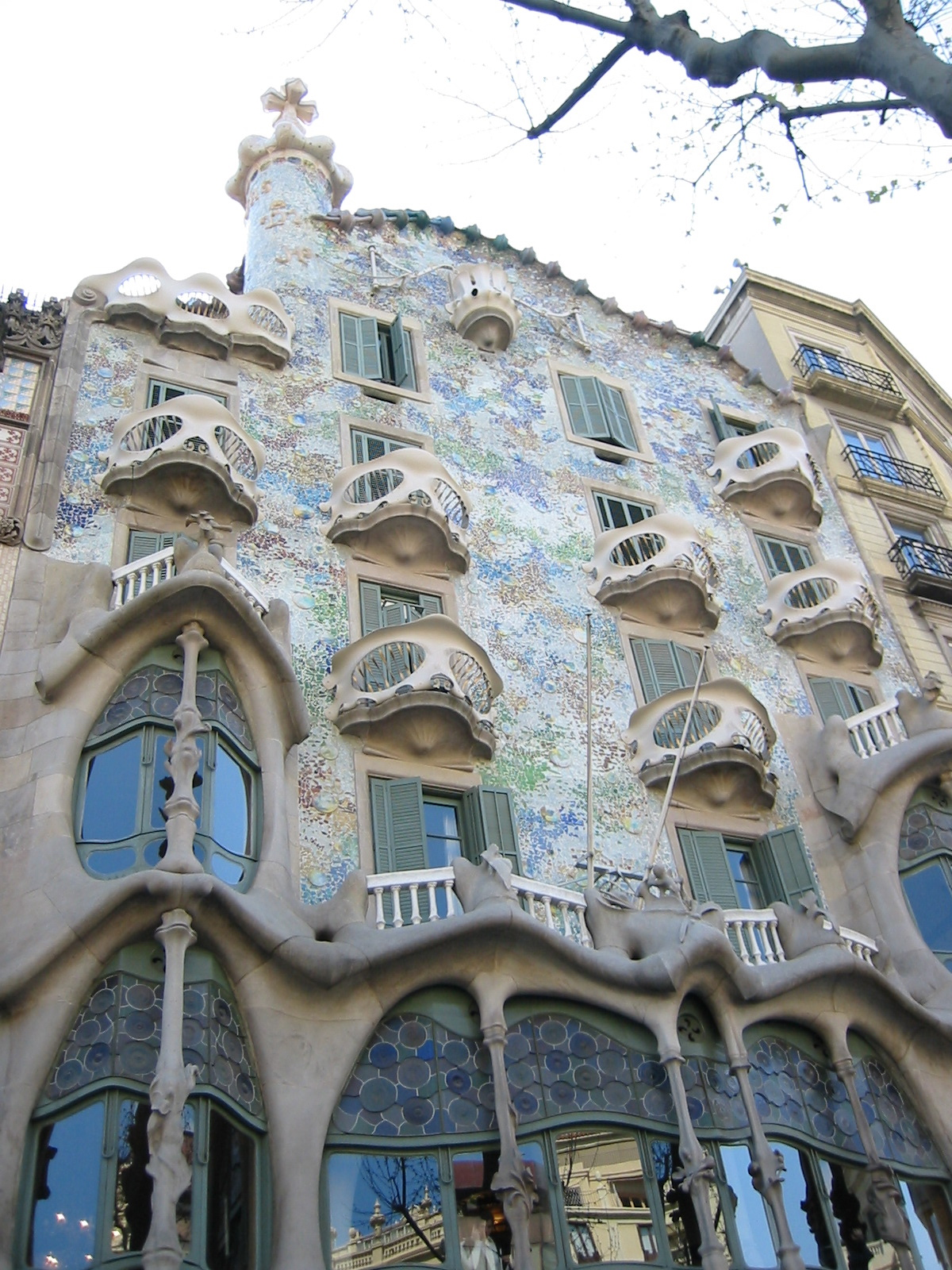
У Барселоні

### Ковальські вироби

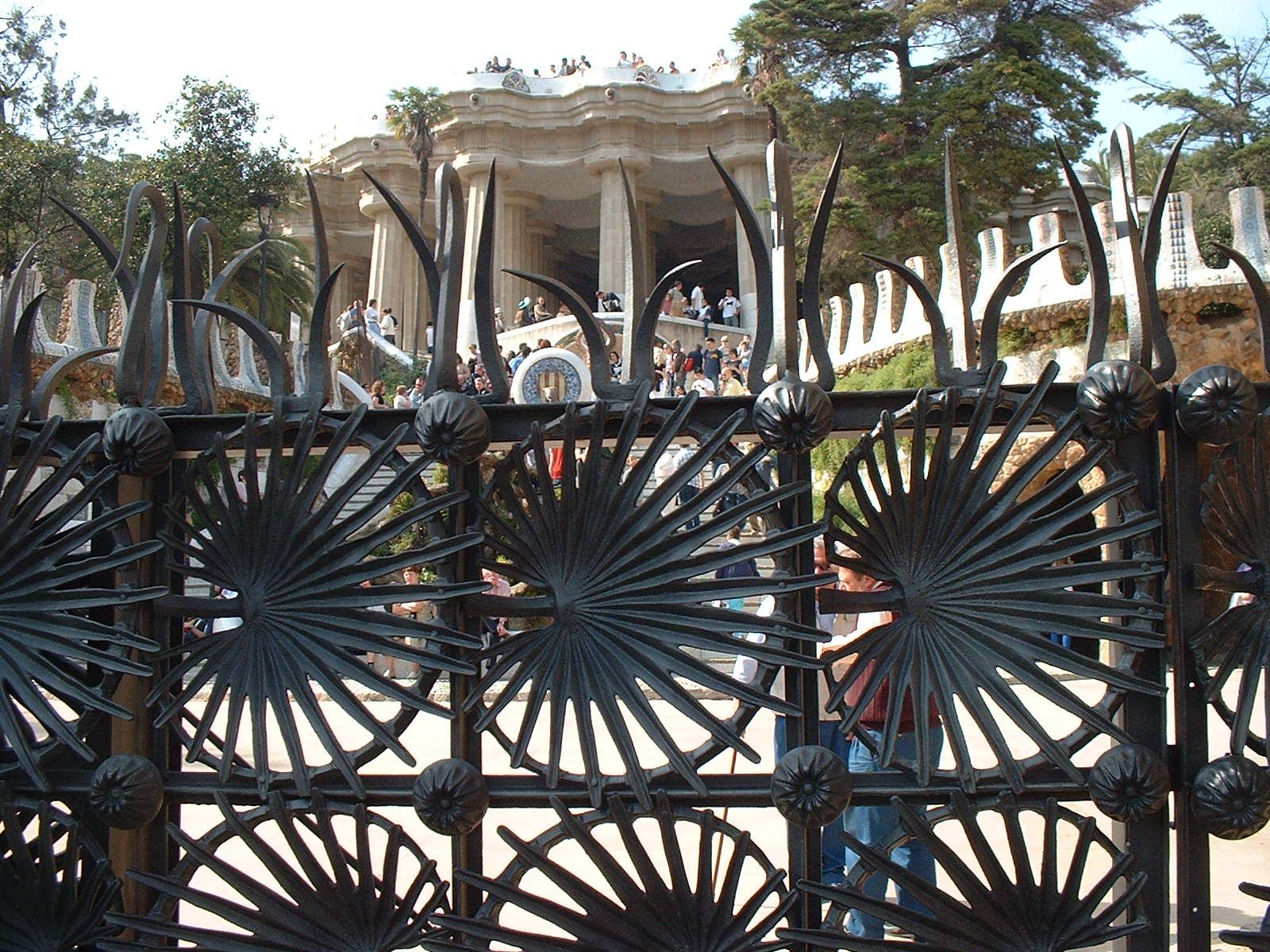
Ворота парку Гуєль у Барселоні
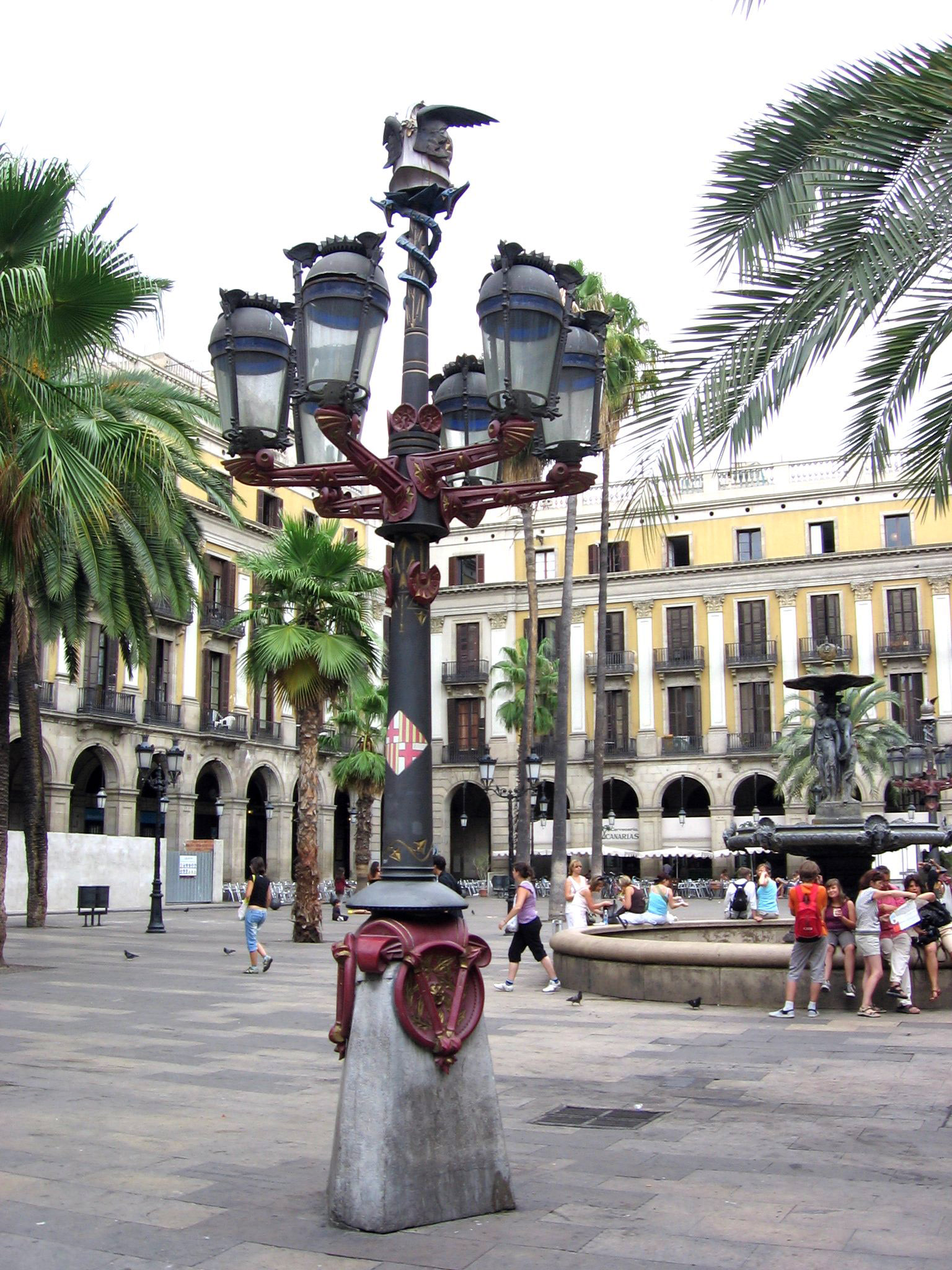
Ліхтар у Барселоні, Антоніо Ґауді
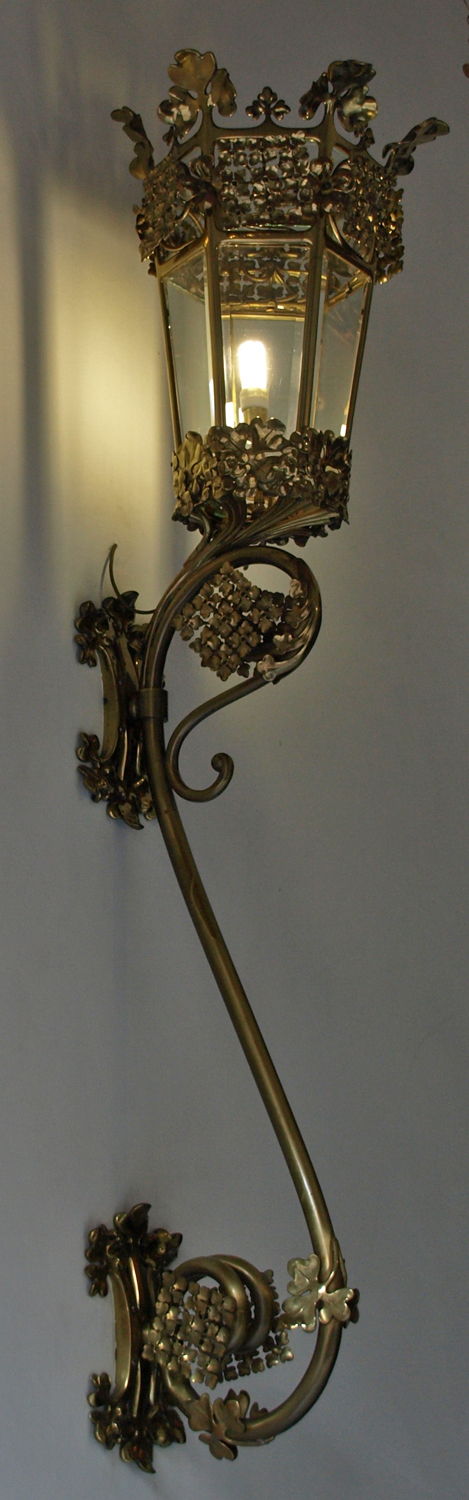
Ліхтар
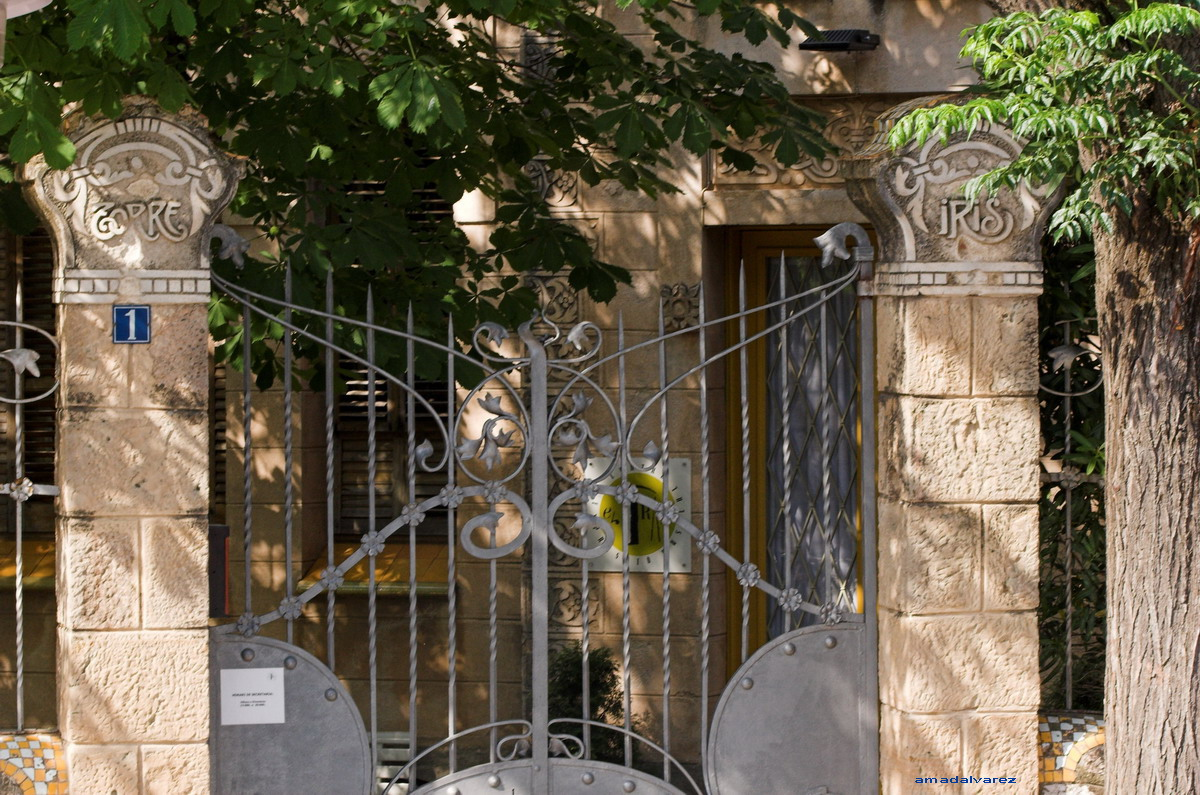
Металеві ворота

### Кахлі доби сецесії

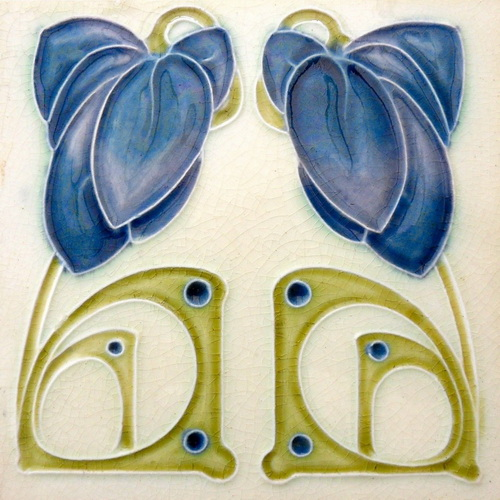
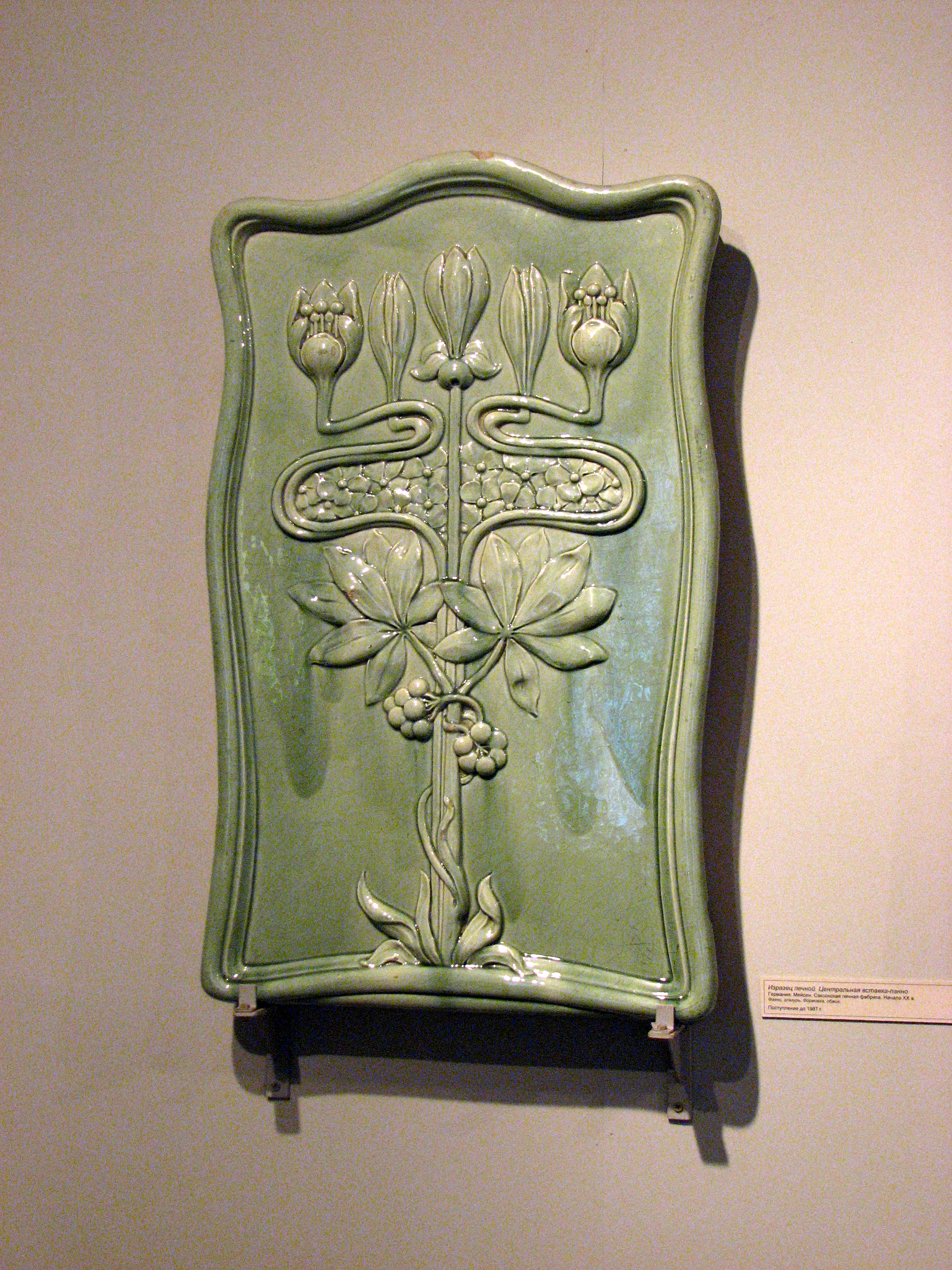
Пічна кахля, Мейсен, Німеччина, початок 1900-х, фаянс, глазур
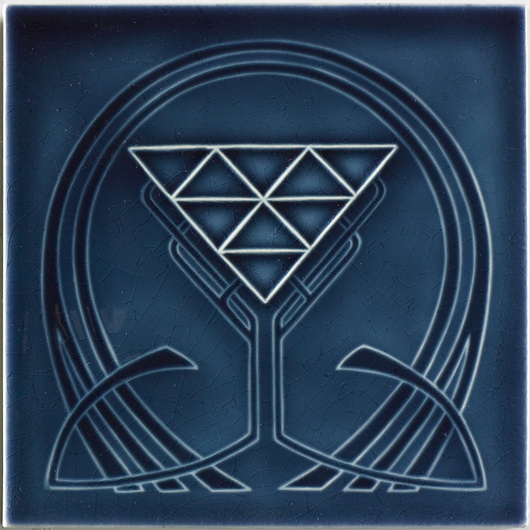
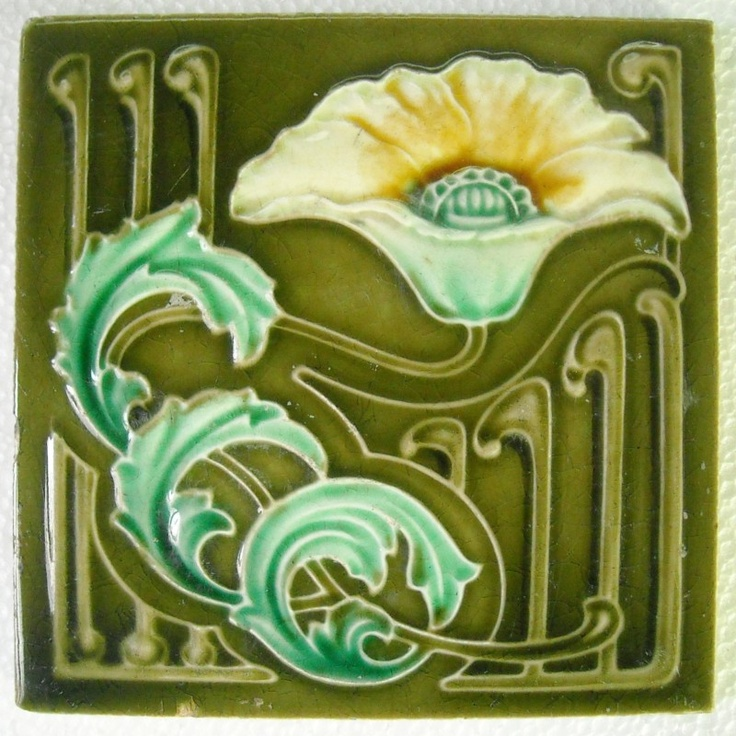
Кольорова безрамочна кахля доби сецесії, до 1910
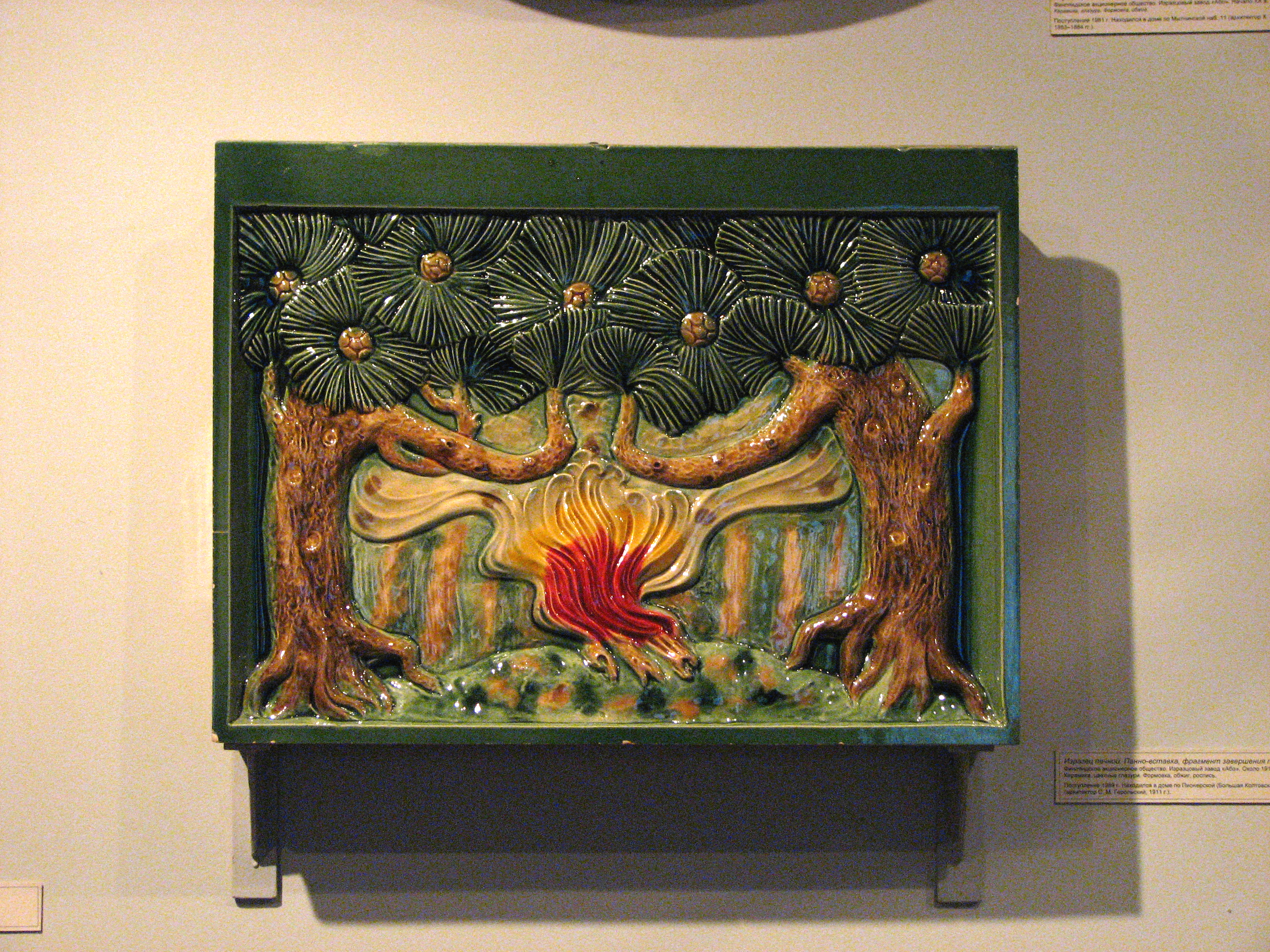
Пічна кахля заводу «Або», Фінляндія, 1911
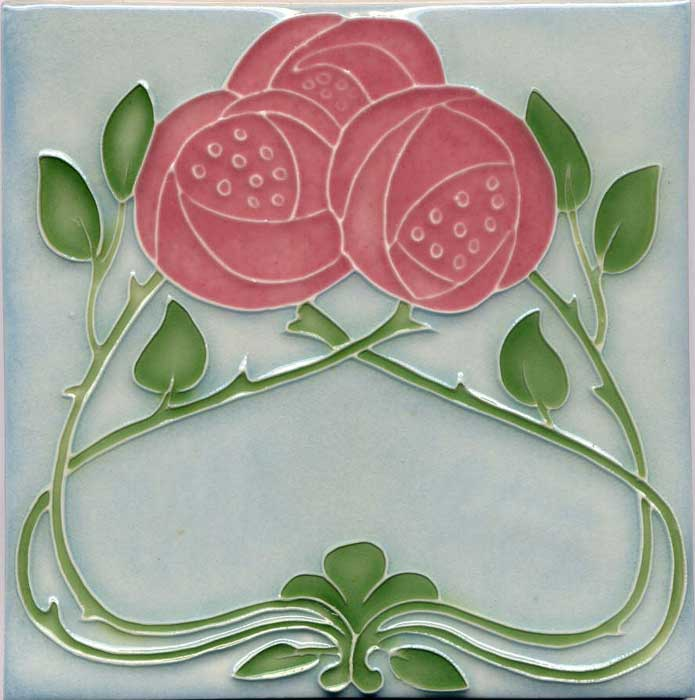

### Видавничий і книжковий декор, шрифт

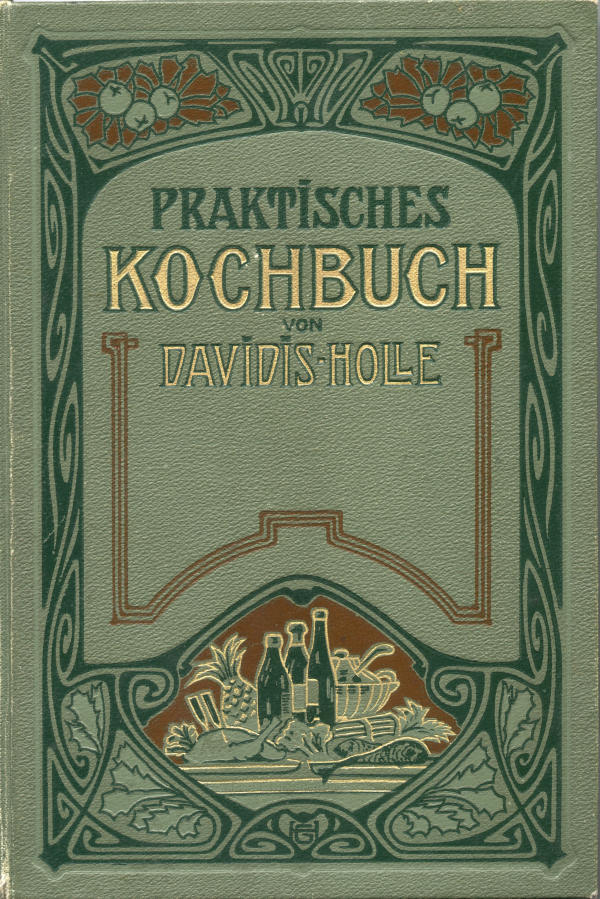
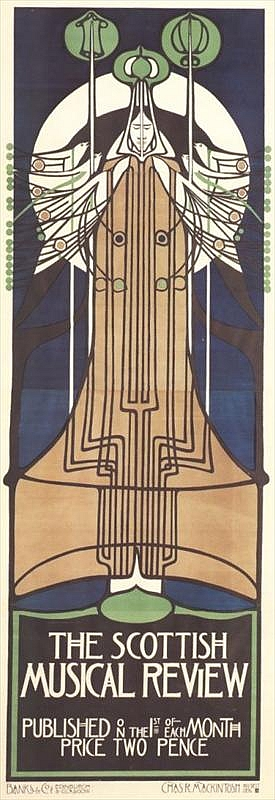
Чарльз Ренні Макінтош. Обкладинка до Шотландського музичного ревю за 2 пенси, 1896
Шрифт «Арнольд Беклін»
Максиміліан Пірнер (?), обкладинка журналу, 1899

## Екслібриси доби модерну

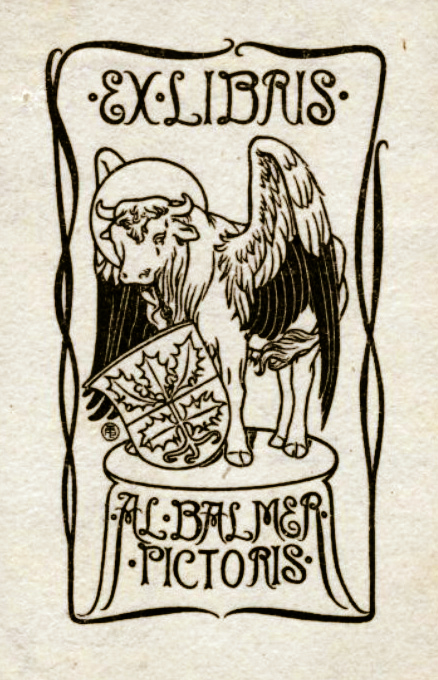
Алоїз Балмер, власний екслібрис (кінець XIX ст. ?)
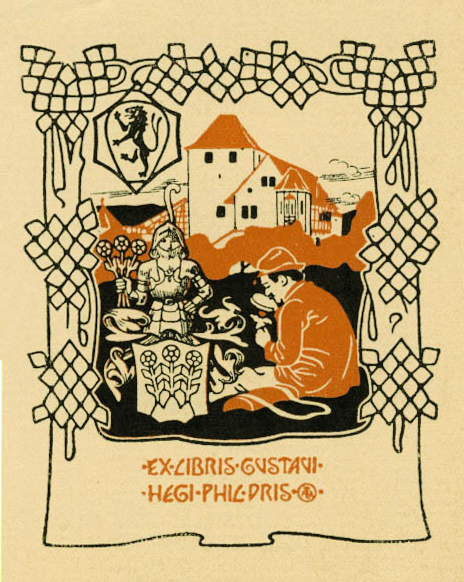
Алоїз Балмер, екслібрис Густава Хегі, доктора філософії
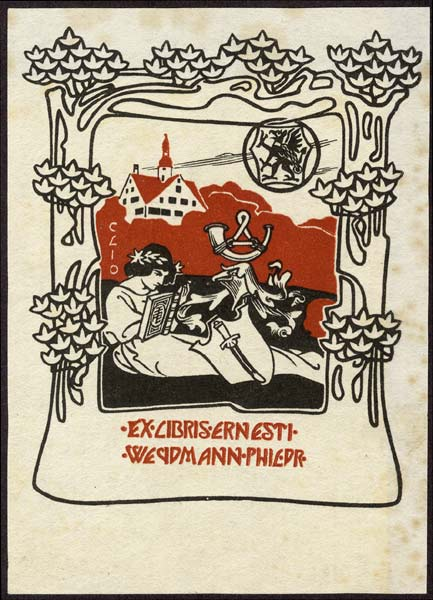
Алоїз Балмер, екслібрис з музою Кліо

## Дерев'яна архітектура доби модерну

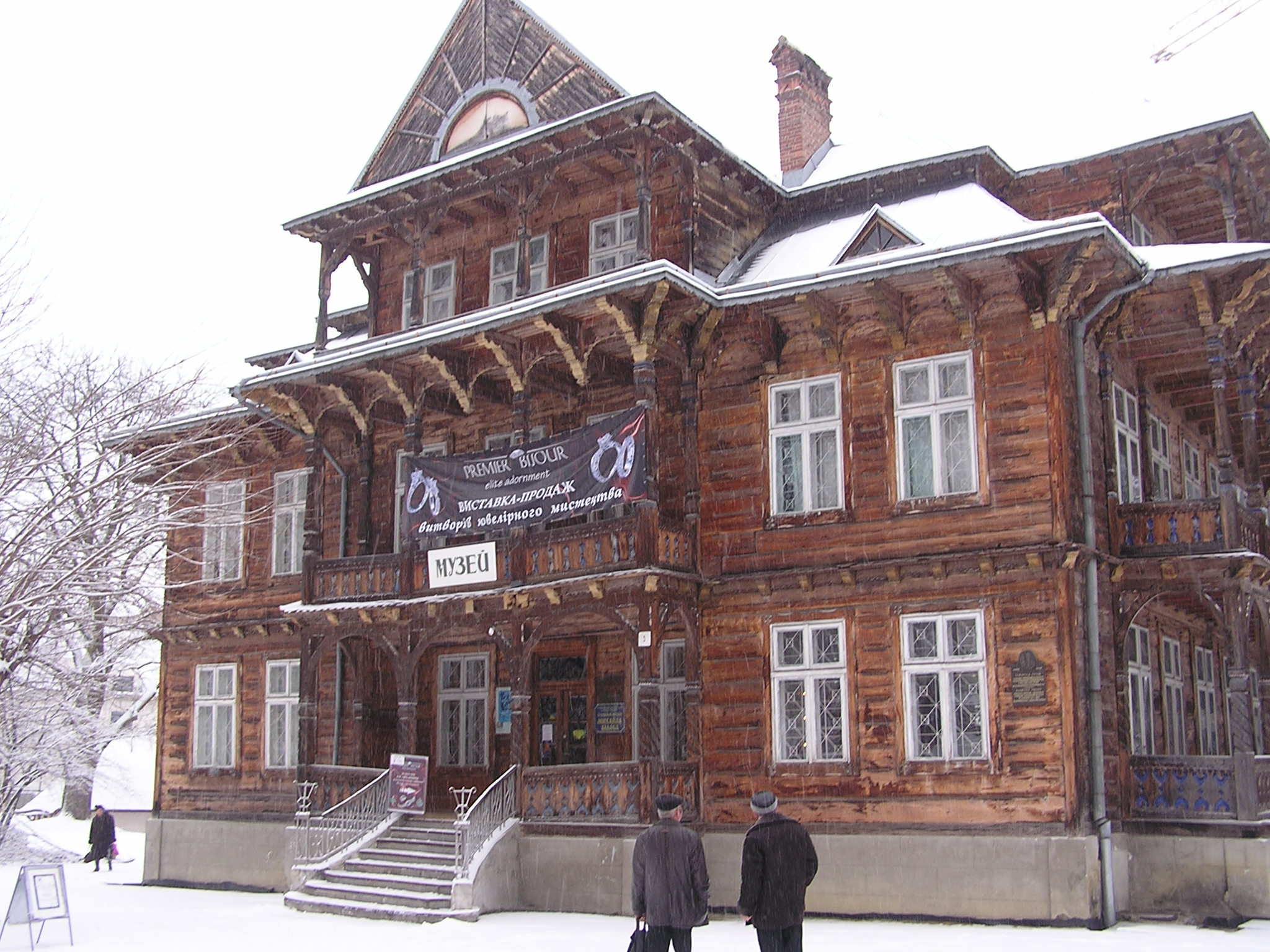
Трускавець. Дерев'яний будинок кінця XIX ст., нині Художній музей Михайла Біласа
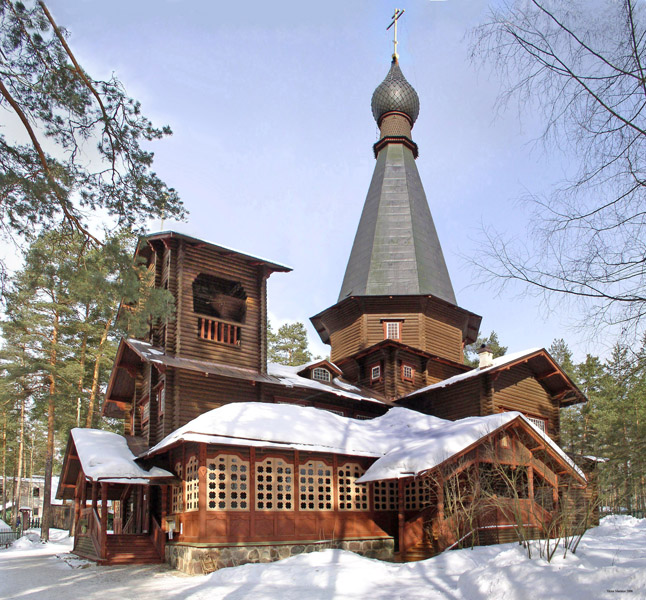
Апишков Володимир Петрович. Церква ікони Казанської Богородиці, Вириця, Росія
с. Язлівчик. Римо-католицька каплиця, доба сецесії, 1936
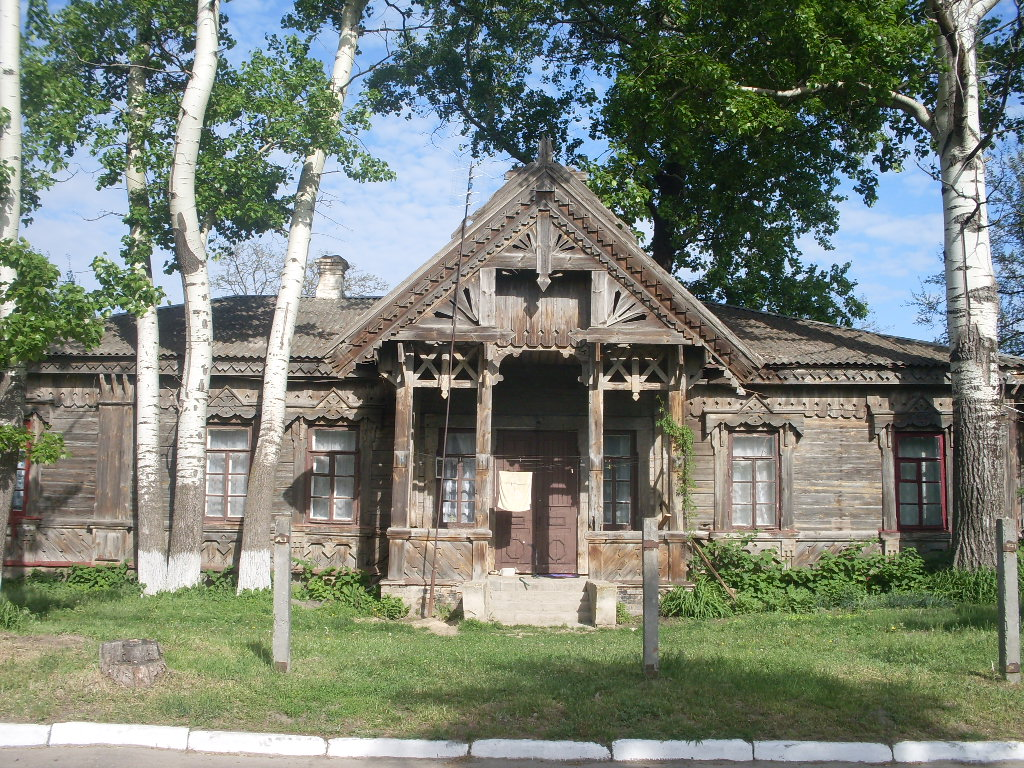
Владислав Городецький, с. Мошни. Будівля земської лікарні, 1894
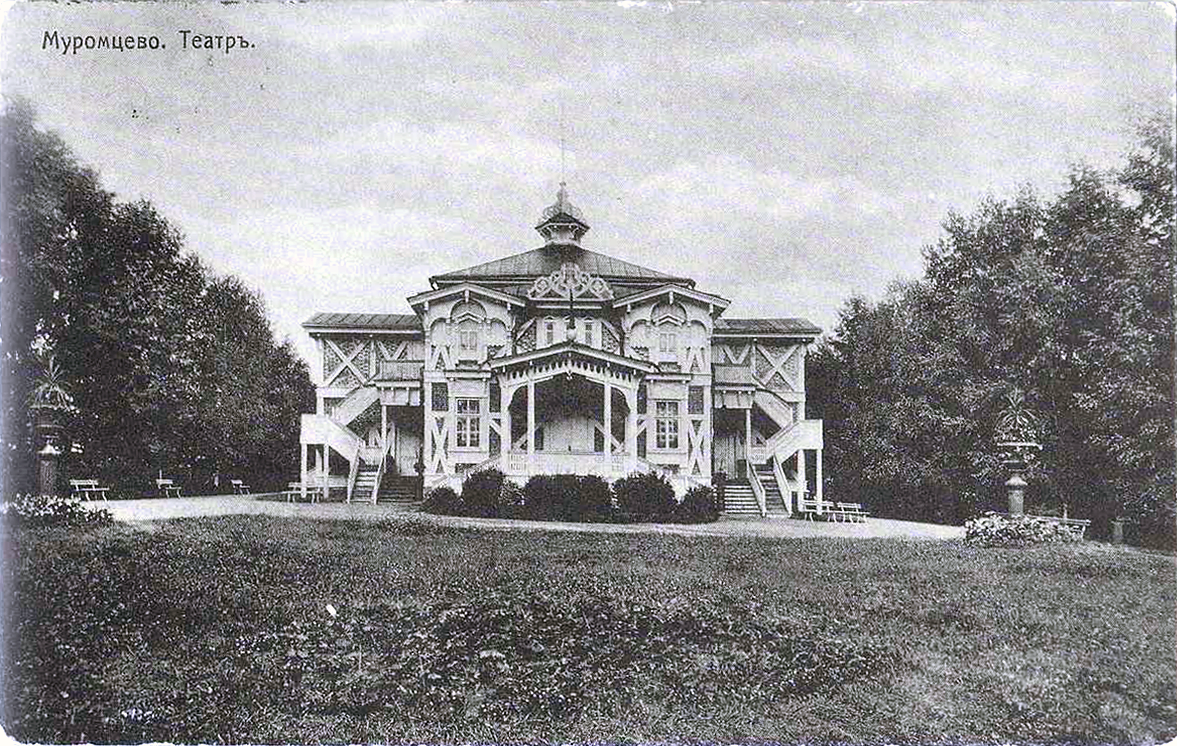
Дерев'яний театр в садибі Муромцево В. Храповицького, головний фасад, поштівка поч. XX ст. (знищено)
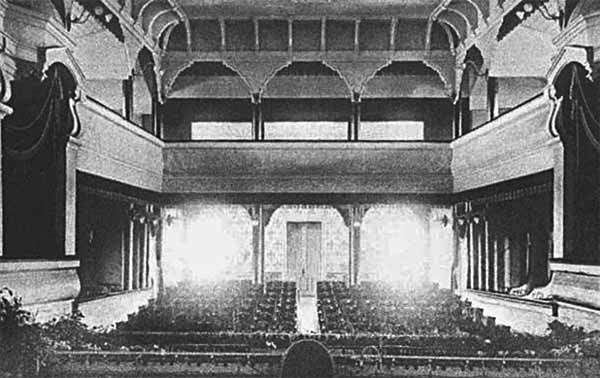
Глядацька зала дерев'яного театру в садибі Муромцево В. Храповицького, кінець XIX ст. , поштівка поч. XXстоліття (знищено)

## Сецесія в Україні

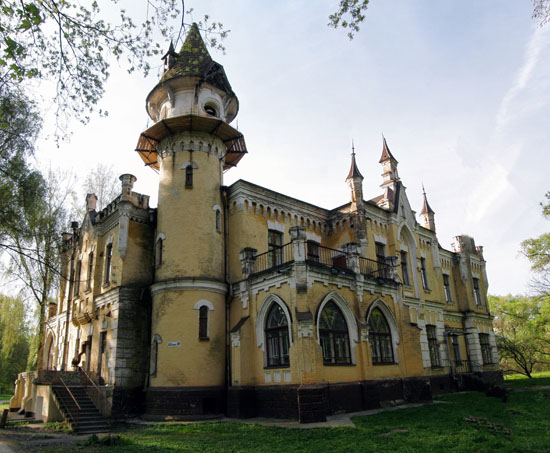
Будинок Григорія Глібова, Чернігів
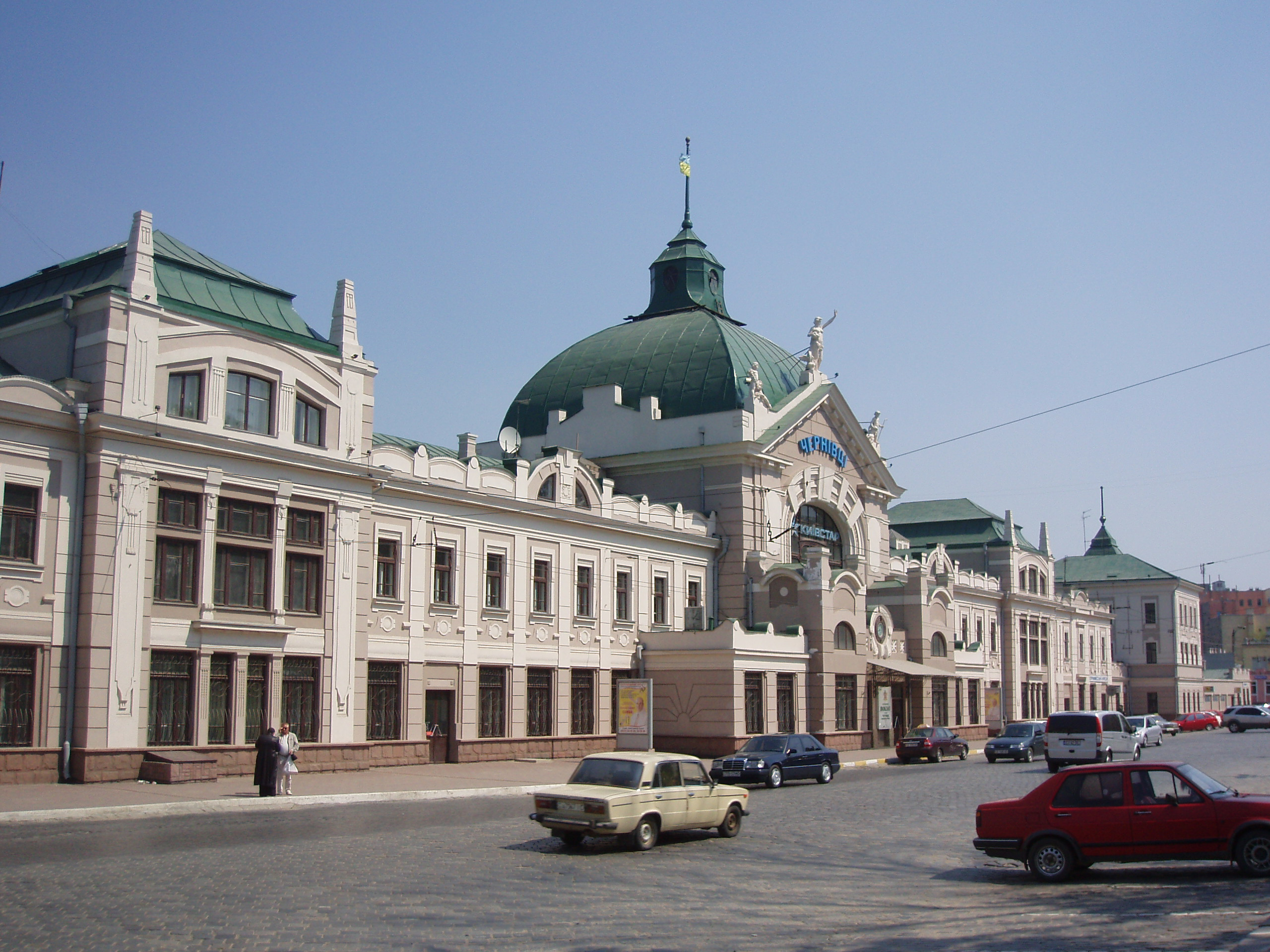
Залізничний вокзал, Чернівці
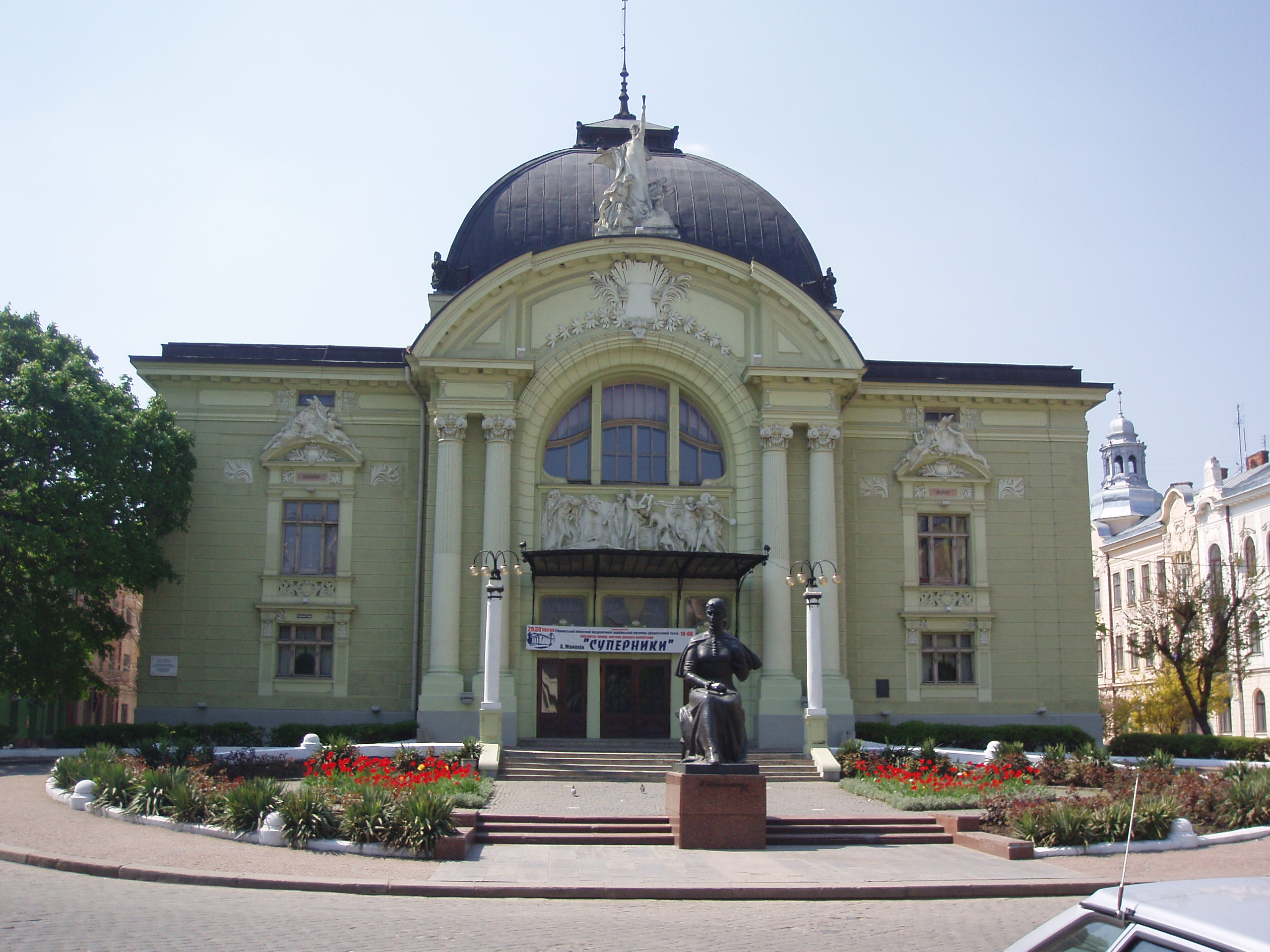
Український музично-драматичний театр ім. Ольги Кобилянської, Чернівці
Музей Лесі Українки, Ялта
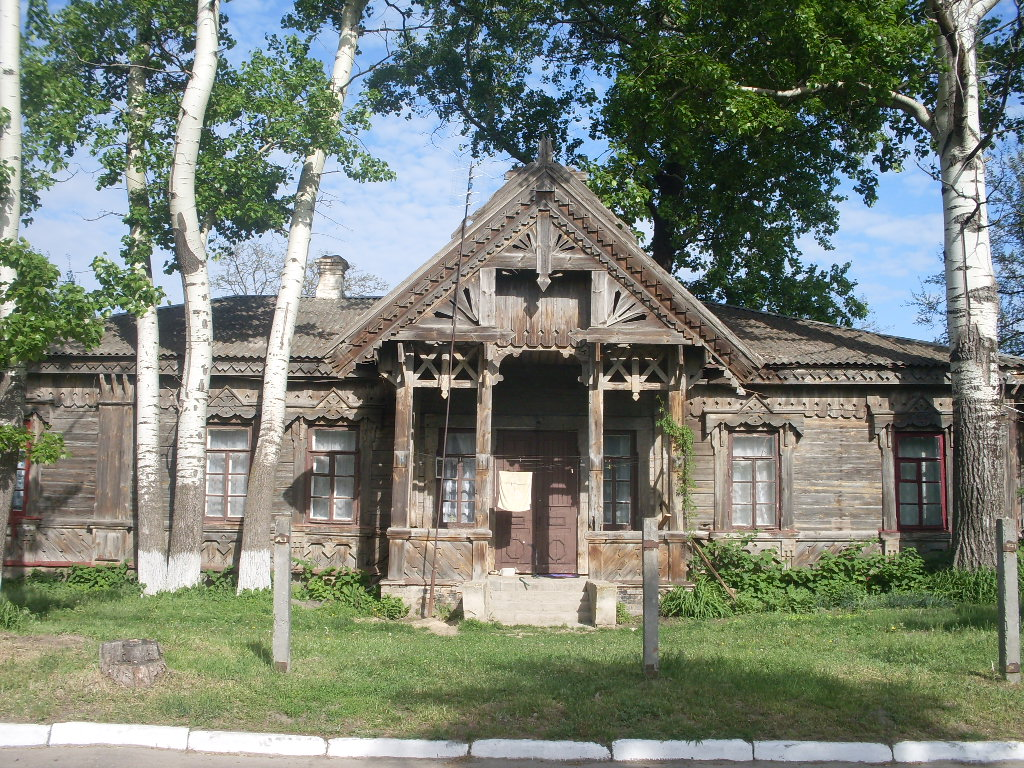
Арх. В. Городецький. Земська лікарня. Зразок дерев'яної архітектури сецесії, село Мошни
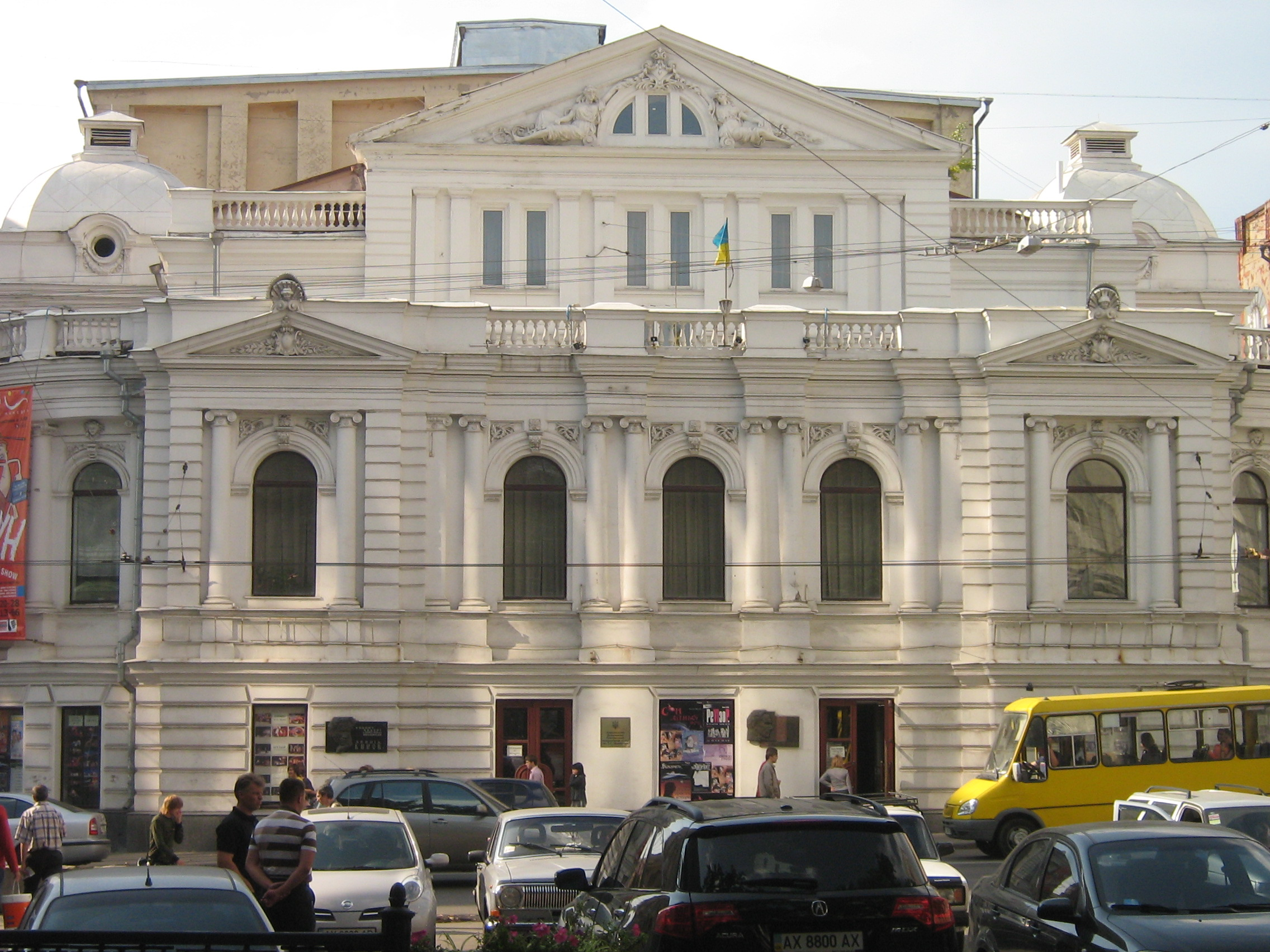
Театр драми ім. Шевченка, Харків
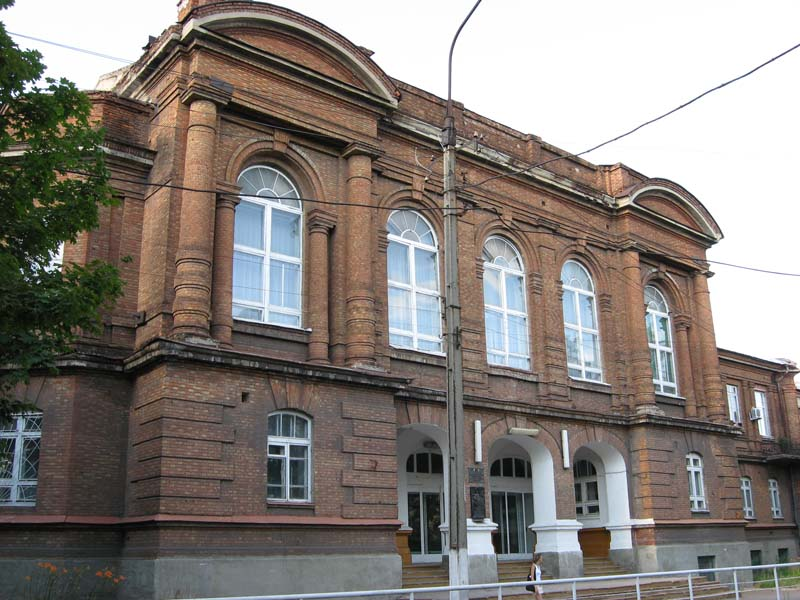
Колишня Олександрівська чоловіча гімназія, Маріуполь
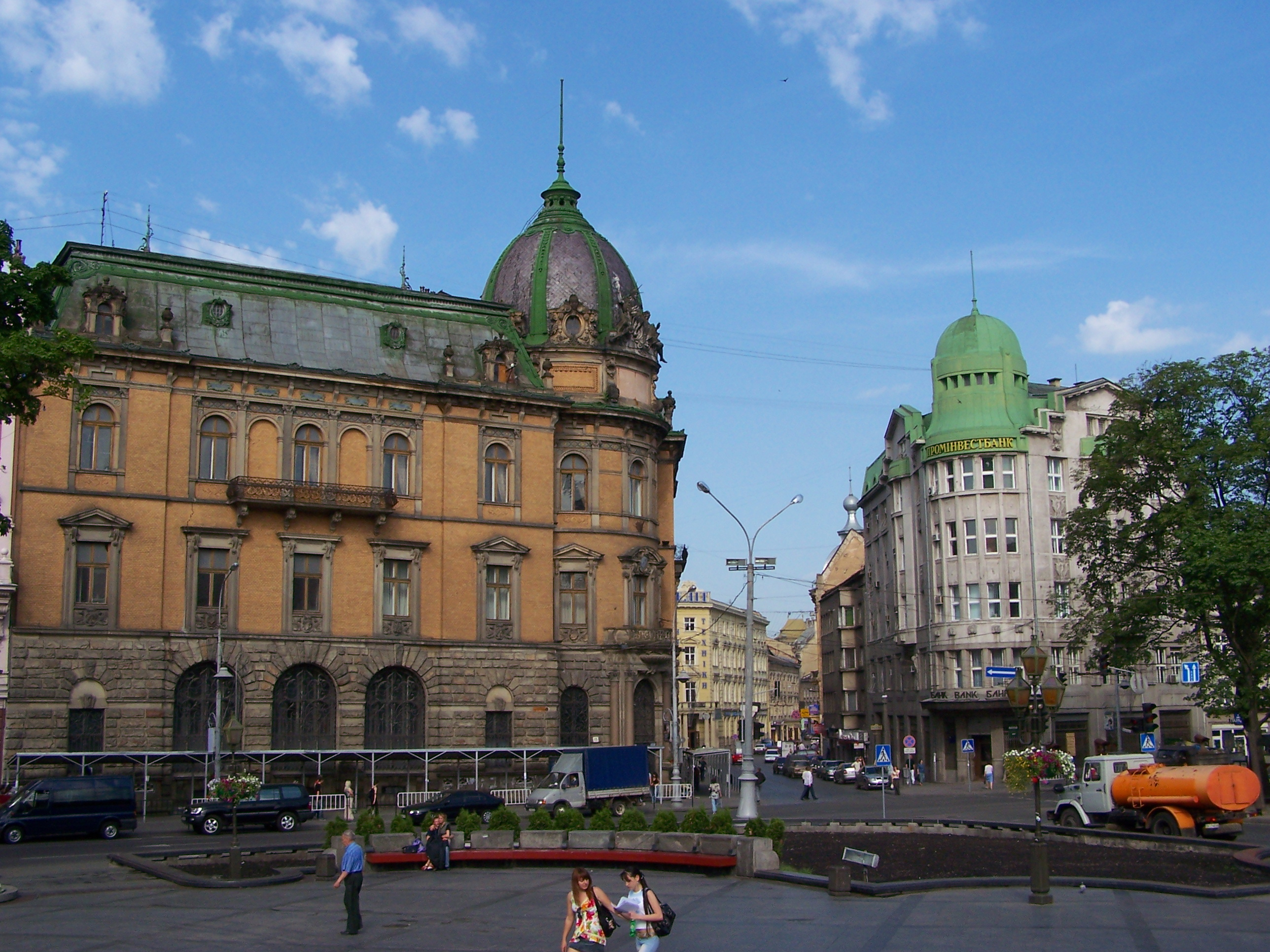
Міська забудова на пр. Свободи, Львів
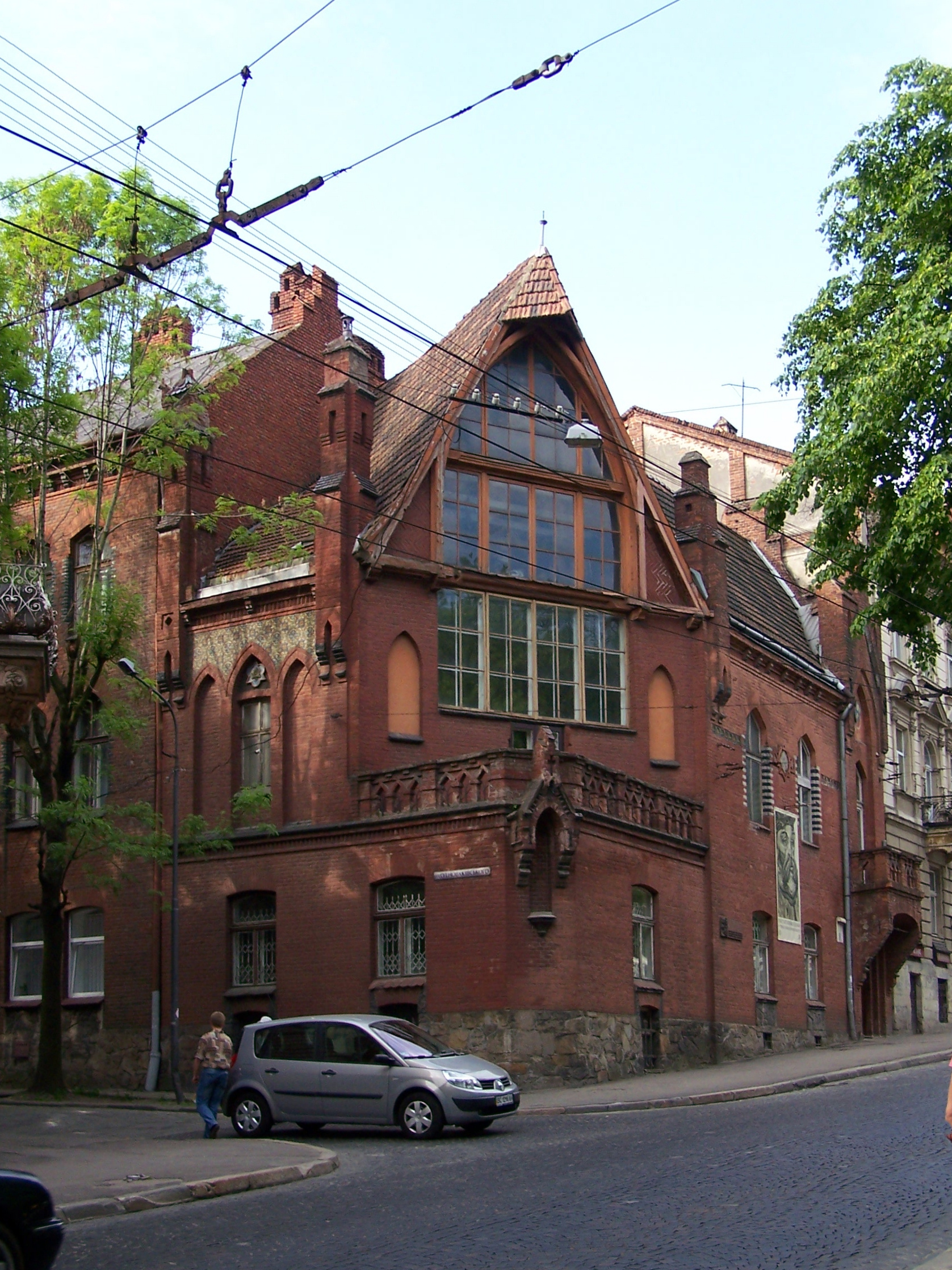
Будинок Яна Стика, Львів
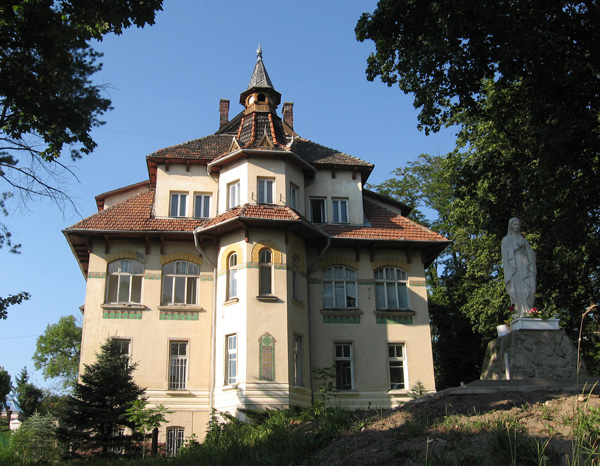
Архітектор Олександр Лушпинський. Колишня клініка Солецького. Гуцульська сецесія, Львів
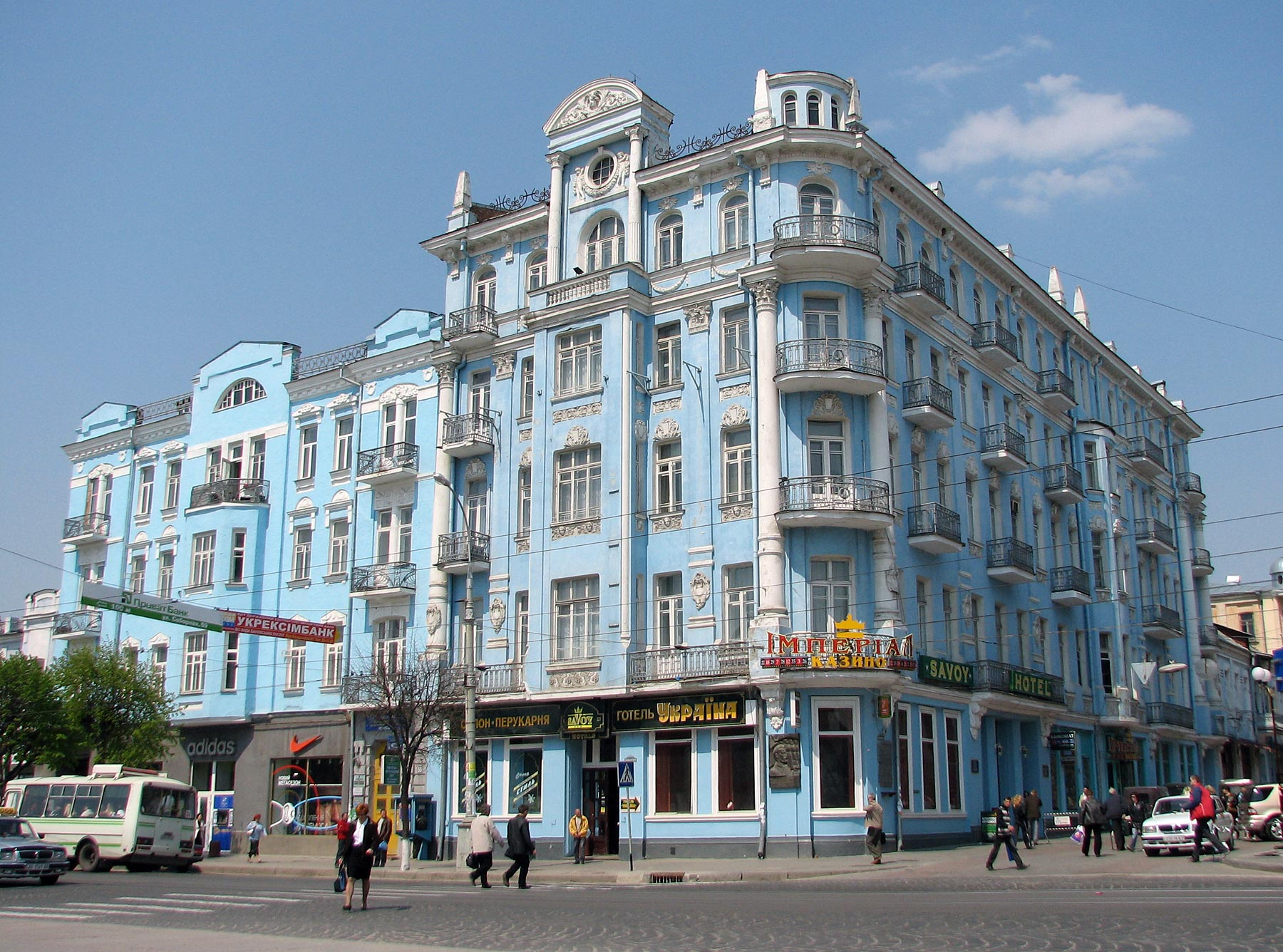
Готель «Савой», Вінниця
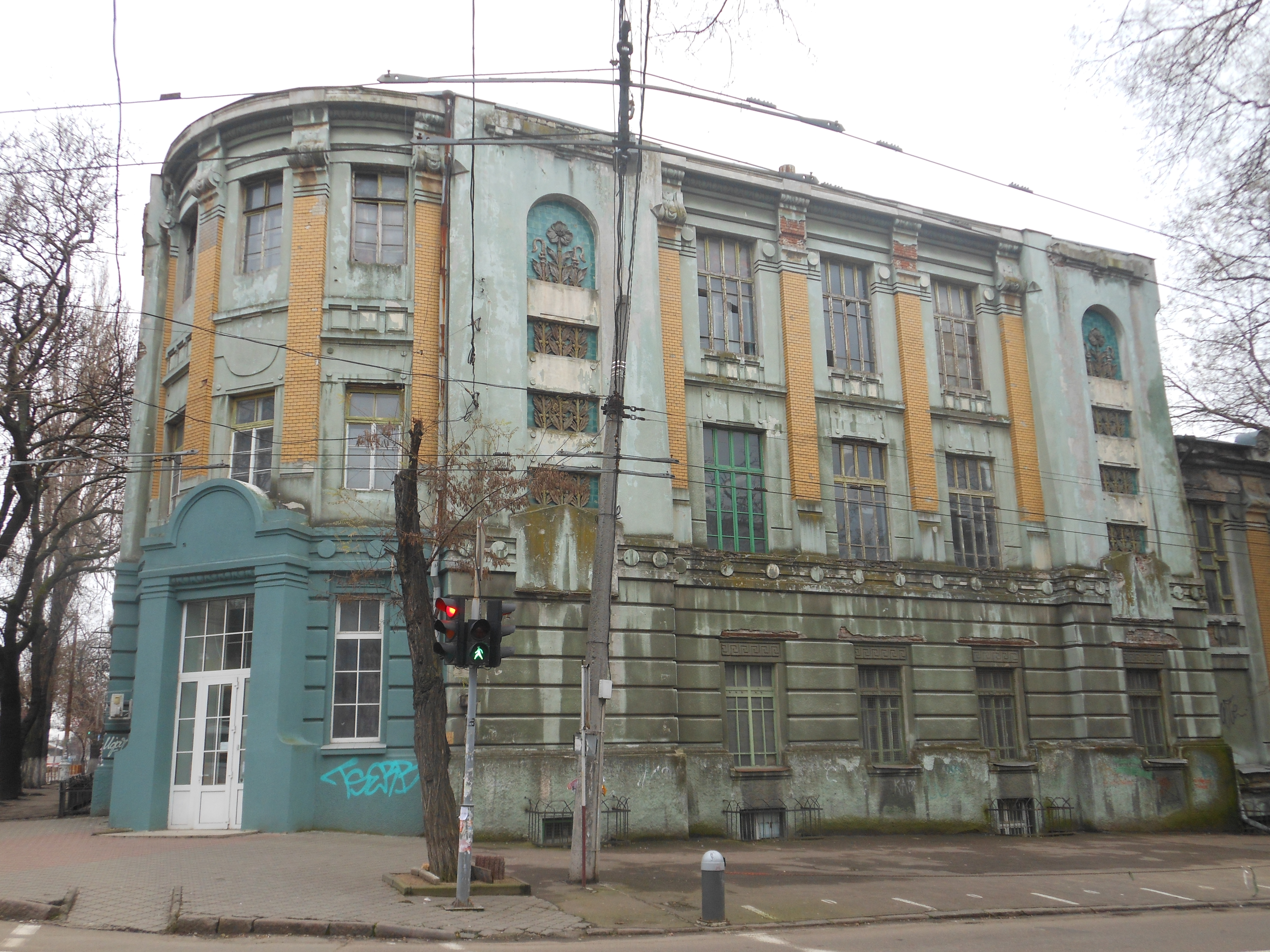
Чаєрозважувальна фабрика Висоцького, вул вулиця Троїцька, 11, Одеса
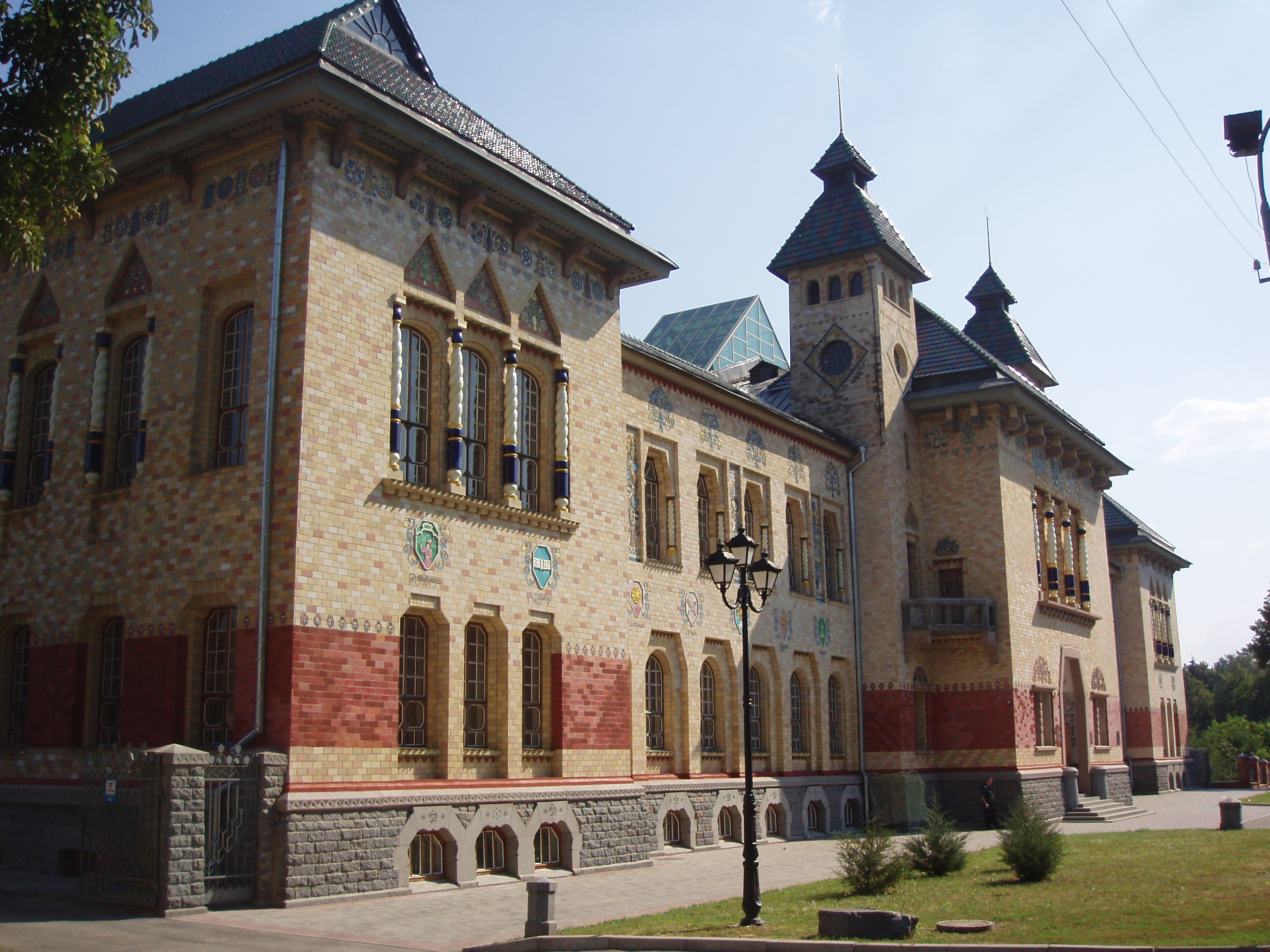
Архітектор Василь Кричевський. Полтавський краєзнавчий музей. Український архітектурний модерн, Полтава
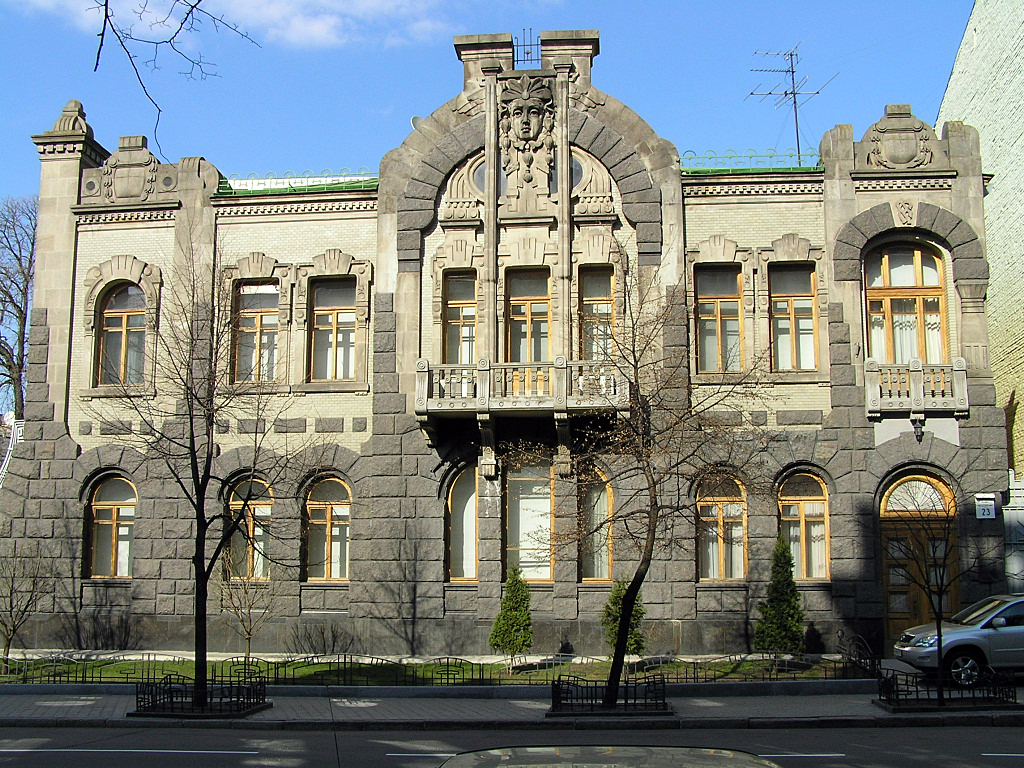
Архітектор Едуард Брадтман. «Дім невтішної вдови», Київ
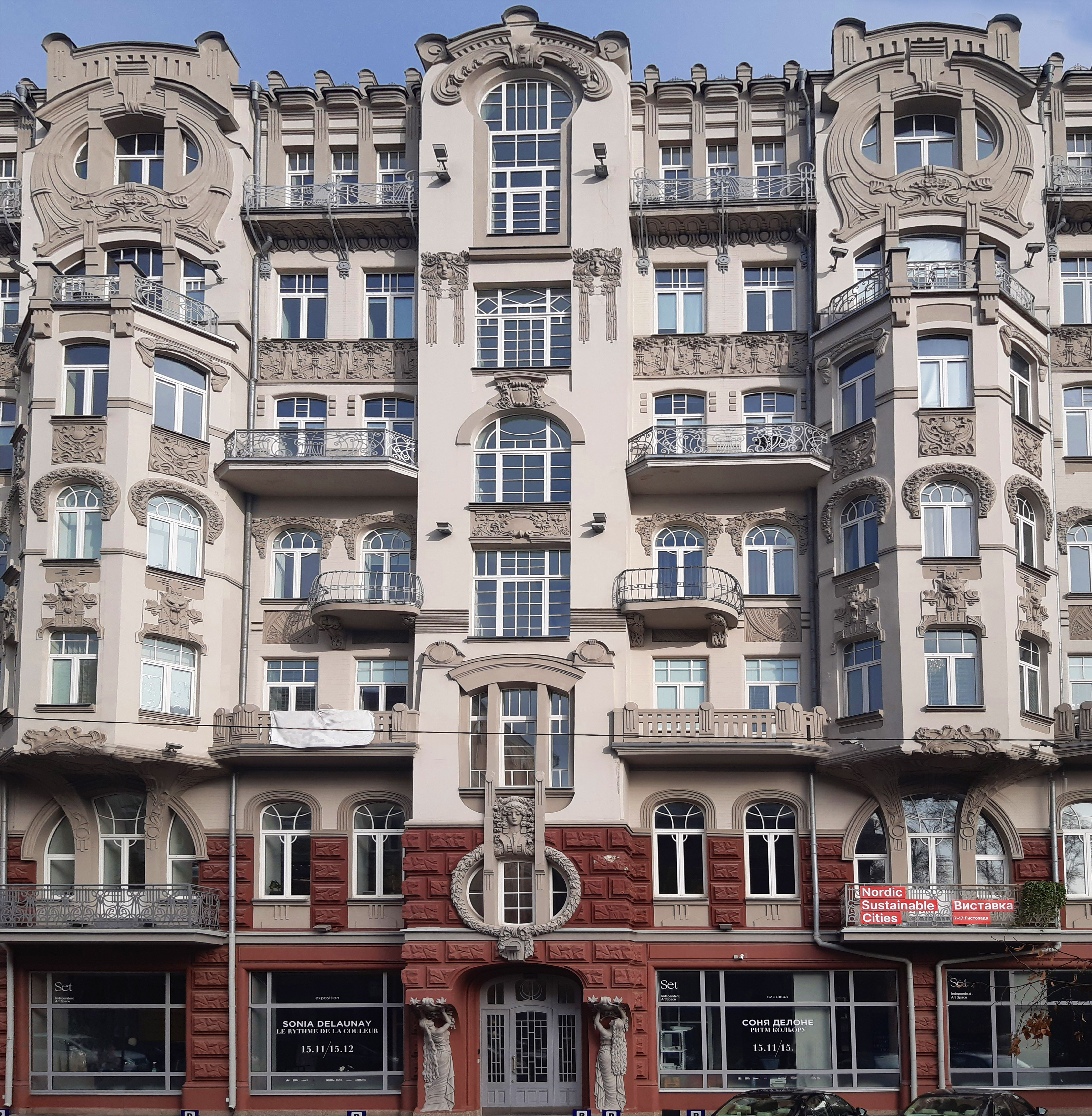
Будинок прибутковий (колишній осідок банків — HVB Ukraine та ЮніКредітБанку, вулиця Ярославів Вал, 14a, Київ

## Література

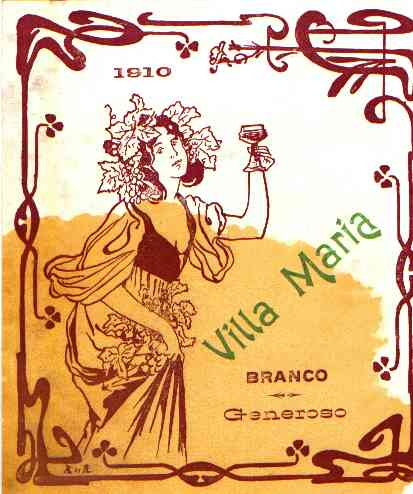
Вино з вілли Марія, 1910 р., доба сецесії.